# Istoria Târgu Mureșului

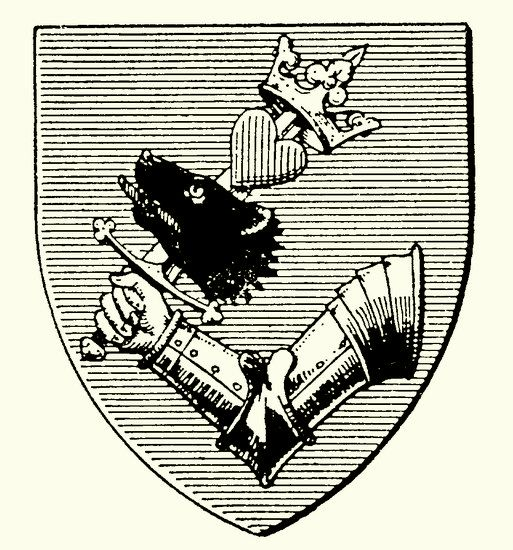
Stema orașului liber regesc Târgu Mureș

Istoria cunoscută a teritoriului localității Târgu Mureș începe în neolitic, de când datează primele descoperiri de locuire umană, și se întinde până în prezent.

## Preistorie
Săpăturile efectuate de arheologul István Kovács au confirmat faptul că teritoriul de azi al orașului Târgu Mureș a fost locuit încă din preistorie. Au fost descoperite o serie de locuințe preistorice, resturi de oase, vase de lut, obiecte de cremene și de bronz, mici statuete de pământ datate ca fiind din 2000 î.Hr. Săpăturile arheologice au scos la iveală urme umane din epoca pietrei lustruite, a celei de bronz și din epoca a fierului; s-au descoperit și vestigii aparținând culturii Criș, cea mai veche cultură neolitică din România.
În 2007, în cadrul unor săpături preventive în paralel cu lucrări de amenajare a camerei 106 a Palatul Primăriei din Târgu Mureș s-au descoperit sub aceasta fragmente ceramice preistorice atipice.

### Epoca de piatră

#### Neolitic

##### Neoliticul timpuriu
În 1906, pe teritoriul Cetății medievale din Târgu Mureș s-au descoperit mai multe așezări, două din Neoliticul timpuriu, una aparținând culturii Starčevo-Criș, și cealaltă aparținând culturii ceramicii liniare.
În perimetrul Universității Petru Maior din Târgu Mureș s-a descoperit o altă așezare aparținând culturii Starčevo-Criș în cadrul a 11 complexe arheologice.

##### Neoliticul dezvoltat
În punctul numit Cotitura Dâmbului în 1952 s-au descoperit mai multe așezări. Una dintre ele este de cultură nespecificată din perioada Neolitică în cadrul căreia s-au găsit dălți de piatră, lame de silex, așchii de jasp și vase.

#### Eneolitic

##### Eneoliticul timpuriu
Pe dealul numit Platoul cu Furnici s-a descoperit o posibilă așezare de cultură neprecizată neo-eneolitică conturată pe baza câtorva fragmente ceramice din aceeași perioadă.
De asemenea s-au descoperit alte două așezări pe teritoriul localității Târgu-Mureș, una aparținând culturii Petrești iar cealaltă culturii Cluj - Cheile Turzii - Lumea Nouă - Iclod.
Pe strada Ștefan cel Mare s-a găsit din întâmplare o pintaderă (ustensilă din lut în formă de ștampilă) eneolitică aparținând culturii Cucuteni la 100 de metri distanță de centrul istoric medieval.

##### Eneoliticul târziu
În pădurea Gyera s-a descoperit în mod izolat un topor eneolitic de cupru de cultură neprecizată.
Pe un deal de lângă strada Márton Áron la numărul 26 în apropierea Clinicii de Oftalmologie „K. Bucker” s-a descoperit o așezare eneolitică de cultură neprecizată din care provin: un topor din piatră, de formă triunghiulară, un altul de formă amigdaloidală, cu tăișul arcuit, precum și un topor plat din piatră lustruită, precum și urne villanoviene fragmentare.
În piața Unirii, la confluența străzilor Artei și Koteles Samuel, în 1909 s-au descoperit mai multe complexe arheologice din eneolitic aparținând culturii Cucuteni-Ariușd, din inventarul acestora făcând parte pe lângă ceramică și materialul osteologic animalier și un pandantiv din aur..

### Epoca de bronz

#### Epoca timpurie a bronzului
Tot în 1909 în piața Unirii s-a descoperit și o așezare din epoca bronzului timpurie, aparținând culturii Bodrogkeresztur, cu ocazia modernizării fostei străzi Kálmán Mikszáth, în cadrul căreia au fost descoperite și 9 morminte, din inventarul acesteia făcând parte pe lângă ceramică și materialul osteologic animalier și un pandantiv din aur.
În 1951 în cimitirul municipal s-a descoperit o locuire care aparține culturii Coțofeni.

#### Epoca mijlocie a bronzului
Tot în punctul numit Cotitura Dâmbului s-a descoperit o așezare din Epoca Bronzului, de cultură nespecificată, în cadrul căreia s-au găsit și fragmente ceramice.
Tot pe teritoriul Cetății medievale din Târgu-Mureș s-a descoperit o așezare ce aparține culturii Wietenberg.

#### Epoca târzie a bronzului
Din partea târzie a Epocii Bronzului s-a descoperit o altă așezare aparținând culturii Lumea Nouă pe teritoriul Cetății medievale din Târgu-Mureș.

### Epoca de fier

#### Hallstatt
În cartierul Dâmbul Pietros s-a descoperit o așezare și necropolă din perioada Hallstatt de cultură neprecizată pe o terasă din apropierea Gării Târgu-Mureș.
De asemenea pe teritoriul Cetății medievale din Târgu Mureș s-a descoperit și o așezare din perioada Hallstatt tot de cultură neprecizată.
În spatele clinicilor Universității de Medicină, Farmacie, Știință și Tehnologie din Târgu Mureș s-a descoperit o altă așezare din Hallstatt de cultură neprecizată.
Pe Platoul Cornești, în cariera de nisip, s-a descoperit o unealtă de bronz tip celt aparținând culturii HaA-HaB.

#### La Tène
Pe teritoriul Combinatului Azomureș este atestată locuire continuă timp de cinci secole începând cu o așezare de cultură dacică din secolul I înainte de Christos care a ținut până în secolul I după Christos. Descoperirea a fost făcută în 1928.
Tot în punctul numit Cotitura Dâmbului s-a descoperit și o așezare geto-dacică din perioada La Tène în cadrul căreia au fost găsite vase ornate cu butoni și brâuri alveolare cărora li se adaugă mai multe fusaiole și un disc de lut decorat cu linii incizate.
O altă așezare de cultură neprecizată din perioada La Tène a fost descoperită în spatele clinicilor UMF Târgu Mureș.
Pe teritoriul localității au fost găsite două discuri de bronz din perioada La Tène.
De asemenea, pe terenul Scolii Generale „Dr. Bernády György” (fostă Generală 2), s-a descoperit din întâmplare un obiect de podoabă, aplici, din aceeași epocă.

## Antichitate

### Perioada romană
Pe teritoriul Combinatului Azomureș s-a descoperit o așezare din epoca Romană ce a dăinuit între secolele 2 și 3, cultura acesteia neputând fi precizată. Tot în același loc a fost identificat și un castru roman. Descoperirea a fost făcută în 1928 de către Aurel Filimon.
Istorici ca Ioan Eugen Man și Nicolae Vlassa spun că pe teritoriul orașului Târgu-Mureș nu au existat castre romane, ci doar așezări romane rurale, dovedite de ceramică și o statuetă de bronz dedicată lui Iupiter Amon.
Una dintre așezări este pe platoul Cetății medievale din Târgu Mureș, unde A Zinryi a descoperit în 1960 un nivel roman, dovedit de ceramica roșie provenită de la vase diferite și, cu ocazia cercetărilor efectuate între 1963 și 1964, se mai găsesc câteva fragmente ceramice de uz casnic și de ceramică ștampilată.
Cu prilejul renovării unui contrafort al Biserica reformate din Cetate, s-a descoperit o lespede care purta o inscripție funerară romană, încastrată la baza contrafortului.
În 1999 a fost descoperit un alt obiect al așezării romane, ilustrată printr-un fragment de râșniță manuală (catillus) confecționată din tuf vulcanic.
O altă locuire romană rurală a fost descoperită în Piața Trandafirilor numărul 10 în perimetrul fostei mănăstiri franciscane demolate în 1972.
Localitatea dispunea și de o ramificație a drumului roman care pornea de la Ulpia Traiana Sarmizegetusa și continua de-a lungul râului râului Mureș.

### Epoca migrațiilor
Pe teritoriul Combinatului Azomureș a fost descoperită o locuire din secolul 4 după Christos de cultură neprecizată. Descoperirea a fost făcută în 1928.
Din secolul IV au fost descoperite în 1940/1950 pe strada Secuilor Martiri în punctul fostei fabrici de cărămizi trei căni aparținând culturii Sântana de Mureș-Cerneahov care făceau parte dintr-un mormânt datat din același secol.
În spatele clinicilor UMF Târgu Mureș s-a descoperit o așezare din epoca migrațiilor, aparținând secolelor IV-VI.
Așezarea fortificată de la Morești confirmă existența unor forme de organizare administrativă în zonă în momentul invaziei triburilor migratoare.

## Evul mediu

### Evul mediu timpuriu
O așezare din secolele IV-VII d. Hr aparținătoare epocii migrațiilor de cultură neprecizată a fost descoperită în 1909 în Piața Unirii, la confluența străzilor Artei și Koteles Samuel, în cadrul căreia au fost găsite 14 morminte de inhumație, două alte morminte de inhumație fiind construite din țigle romane.
Tot în spatele clinicilor UMF Târgu Mureș s-a descoperit o așezare aparținând perioadei slave târzii din secolul X, prima sursă bibliografică fiind K. Horedt din 1955 care citează o informație verbală de la N. Vlassa.
În 1951 în cimitirul municipal s-a descoperit o locuire de cultură neprecizată din secolul 10.

### Evul mediu mijlociu

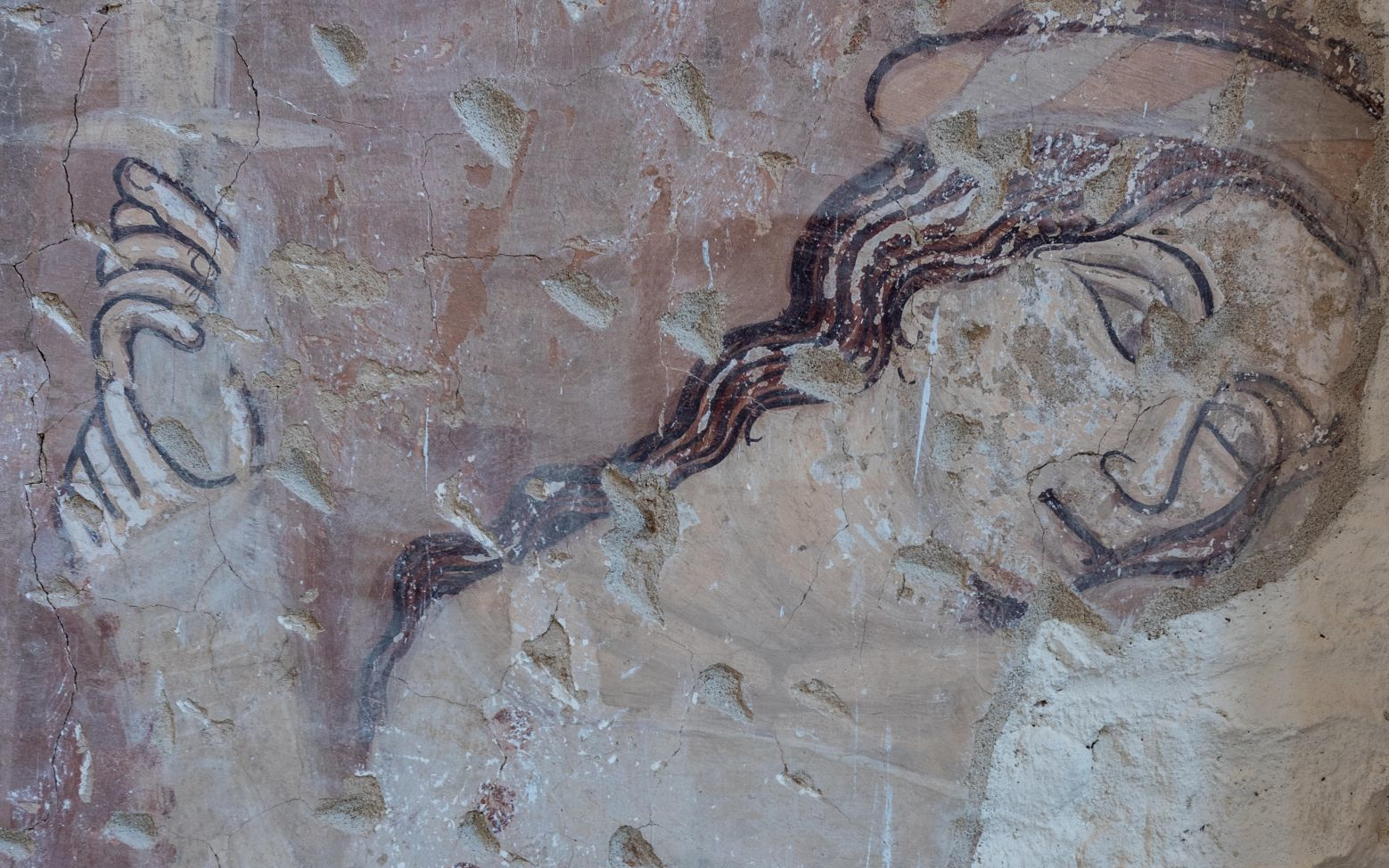
Detaliu din fresca "Legenda regelui Ladislau cel Sfânt" în nava Bisericii reformate din Cetate

În interiorul Cetății medievale din Târgu Mureș s-a descoperit o așezare de cultură nespecificată datată între secolele XII-XIII.
Tot în interiorul acestia se află Biserica reformată din Cetate și incinta fortificată a acesteia care sunt datate între secolele XII-XIV, la care s-au efectuat modificări între secolele XVI-XIX.
Iezuitul Szentivány Márton din Nagyszombat, Ungaria, în lucrarea Curiesiera et Selectiera Variarum Scienetiomm Miscellanea, menționează orașul și îi atribuie anul 1230, consemnat cu numele de Asserculi, menționând de asemenea faptul că în acesta existau doi administratori („...in Asserculis, hoc est”). În latină „aserculis” înseamnă „din scândură”, deci o localitate unde existau construcții realizate din material lemnos. O altă lucrare a lui, din 1699, Dissertatio Paralipomenonica Rerum Memorabilium Hungariae consemnează următoarele: „Asserculis, hoc est Szekely Vasarhely”, adică, „Asserculis, aici este Szekely Vasarhely”. Consemnarea iezuitului este considerată fără un suport documentar de către Balázs Orbán.

### Evul mediu târziu
În 1262, călugări dominicani s-au stabilit la Târgu-Mureș.
Conform Arhivelor Naționale ale României, în documentul tip înștiințare trimis în 25 Noiembrie 1299 de către capitlul din Alba Iulia voievodului Transilvaniei Ladislau Kán al II-lea notează orașul ca fiind numit Vasarhely.
Biserica Sfântul Nicolae este presupusă a fi construită în stil romanic în jurul anului 1300 în zona pieței Bolyai, zonă presupusă ca existând înainte de anul 1300.
Între anii 1300-1400 este datată mănăstirea creștină de ordin necunoscut din centrul orașului din piața Trandafirilor de la fostul număr 10.
Analele Franciscane din 1385 precizează că, în 1316, la Târgu-Mureș, consemnat ca Forum Siculorum, se afla una dintre cele patru mănăstiri franciscane din Transilvania.
Douăzeci de morminte au fost găsite lângă fântâna din cetate, două dintre ele conținând câte o monedă fiecare, una reprezentându-l pe Carol Robert de Anjou din 1327 iar cealaltă pe Ludovic I al Ungariei, 1373-1382.
Mănăstirea Conventuală din Târgu-Mureș, cea mai estică a ordinului, apare menționată pentru prima dată în 1332.
În 1332, în numele preotului Romanus de la biserica Sfântul Nicolae a fost înregistrată plata zeciuielii în cadrul Registrului de dijme papale ale Arhidiaconatului de Tileagd. Astfel, în 1332, numele orașului este consemnat ca fiind Novo Foro (Târgul Nou).
În aceleași dijme papale este numit Novoforo Siculorum în 1333, Foro Novo Syculorum în 1334 iar în 1335 Novo Foro Sicularum.
În 1345 orașul este menționat ca Wasarhel într-un document al Conventului Cluj-Mănăștur.
Apoi, în anul 1349, numele orașului apare menționat în diplomele regelui Ludovic I al Ungariei, în forma maghiară Sekulvasarhel, care cu trecerea timpului a devenit Székelyvásárhely. Majoritatea etnografilor afirmă că prima parte (székely, adică secuiesc) a numelui orașului provine din așezarea sa geografică. Scaunele secuiești au fost unități de administrare judecătorească ale secuilor din Transilvania. Orașul Târgu Mureș a fost reședința scaunului Mureș din evul mediu și până la desființarea scaunelor secuiești și săsești din anul 1876, când a devenit reședința comitatului Mureș-Turda.
În 1368 este atestată prezența comercianților clujeni datorită privilegiilor de care beneficiau.
Localitatea Mureșeni (Medyesfalva), atestată documentar din 1390 este integrată astăzi în oraș.
Conform Britannica Ready Reference, negustori greci din secolul XIV numeau orașul Agropolis
Într-un document din 1400 aflăm că s-au terminat lucrările din absida bisericii consacrate Sfintei Maria. Din același document reiese faptul că Scaunul Papal a acordat mănăstirii conventuale dreptul de pelerinaj.
În 1444, cu ajutorul lui Iancu de Hunedoara, mănăstirea este preluată de la conventuali de către ramura observantă a franciscanilor. Sistemul de încălzire nemaiîntâlnit în Transilvania deocamdată, a fost probabil introdus în aceeași perioadă. Clădirea rămâne cea mai mare clădire franciscană până la ridicarea ansamblului mănăstiresc din Cluj-Napoca în anul 1490.
O monedă emisă în 1462 în timpul lui Matei Corvin a fost găsită în 2016 sub Palatul Primăriei din Târgu Mureș.
Tot în a doua jumătate a secolului al XV-lea s-a descoperit o așezare sub incinta Palatul Primăriei din Târgu Mureș datată de fragmente ceramice de calitate superioară, cahle și monedă din perioada medieval târzie. Descoperitorii Zoltán Soós, Keve László și Zalán Győrfi apreciază că locuința aparținea unui locuitor mai înstărit al târgului.
Localitatea Secuieni (Zekelfalva), atestată documentar din 1467 face astăzi parte din oraș.
În secolul XV, deceniul opt, mănăstirea a fost fortificată, invocându-se pericolul otoman, din ordinul voievodului Ștefan Báthory.
Localitatea Benefalău (Benefalva), atestată documentar din 1495 a fost de asemenea integrată în oraș.

## Epoca modernă

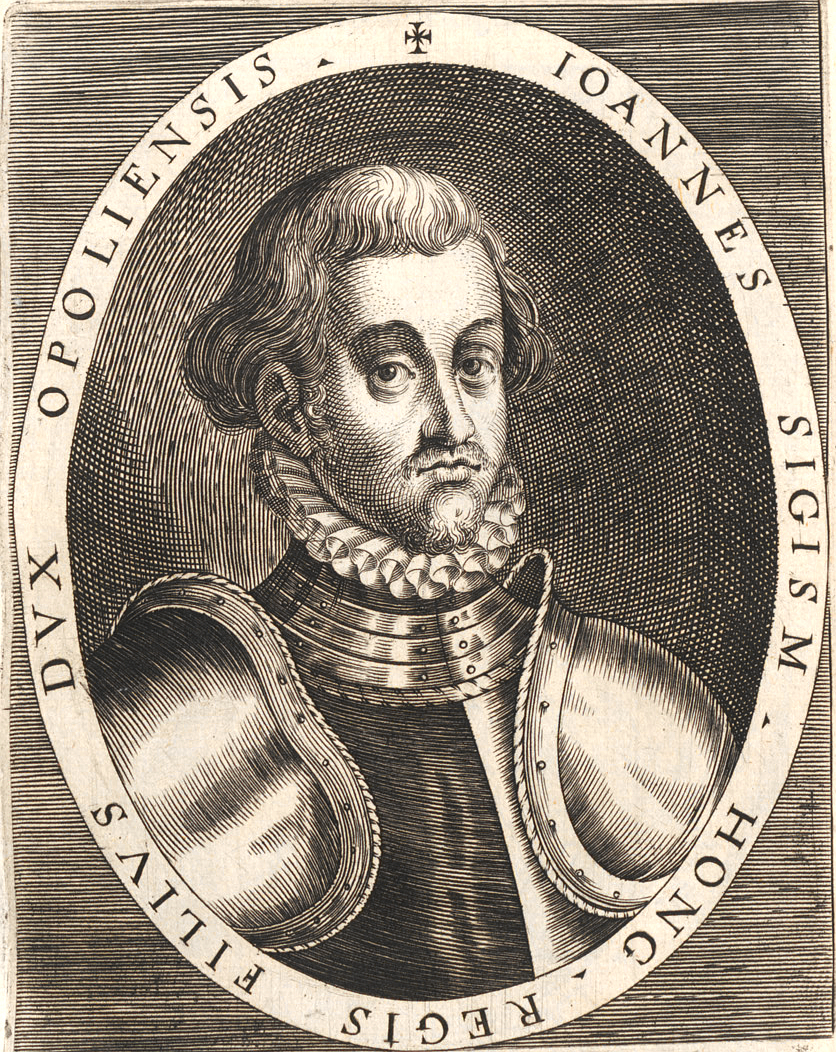
Ioan Sigismund Zápolya regele Ungariei și principele Transilvaniei

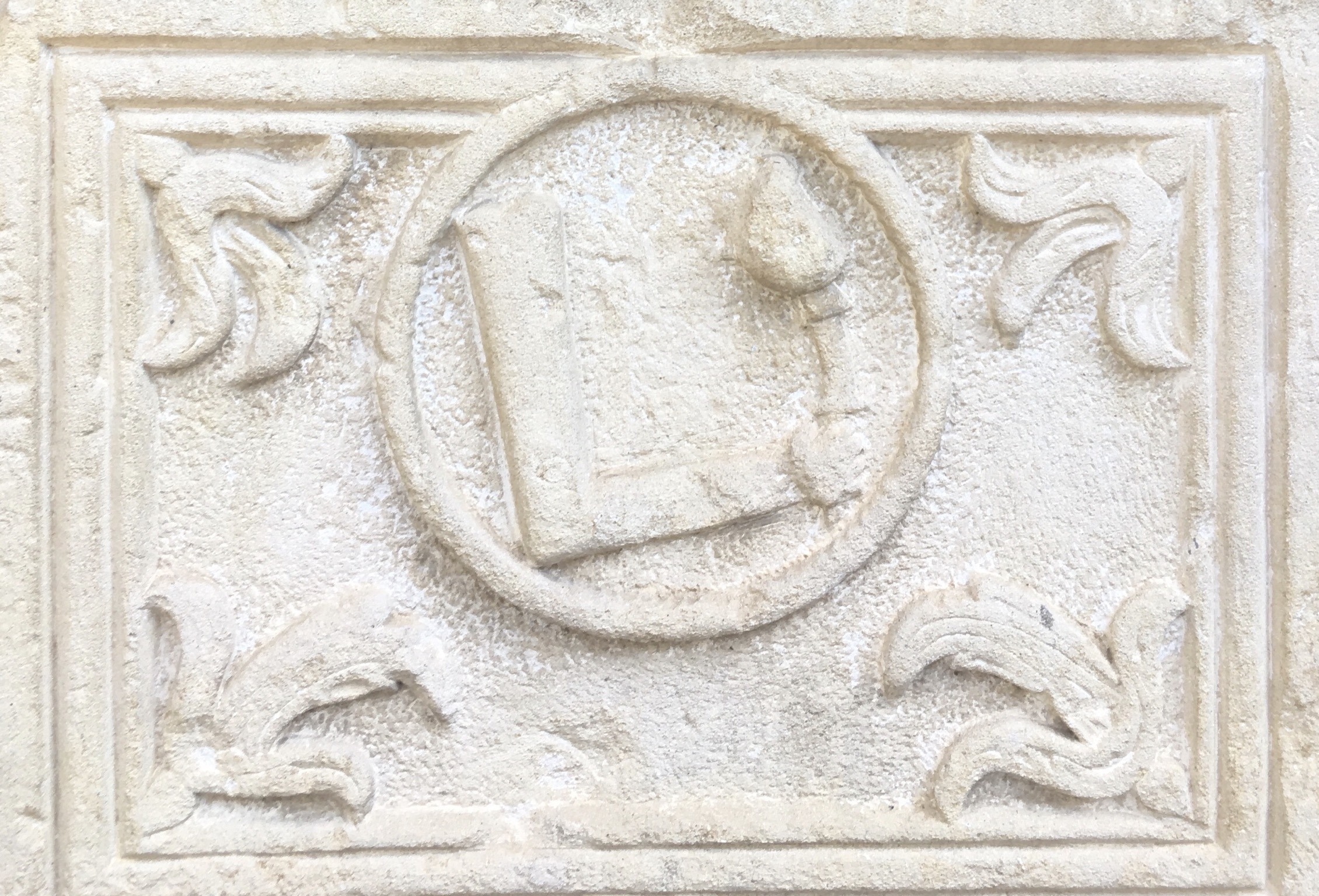
Stema orașului liber regesc Târgu Mureș pe piatra funerară lui Mihály Nagy Szabó (1627)

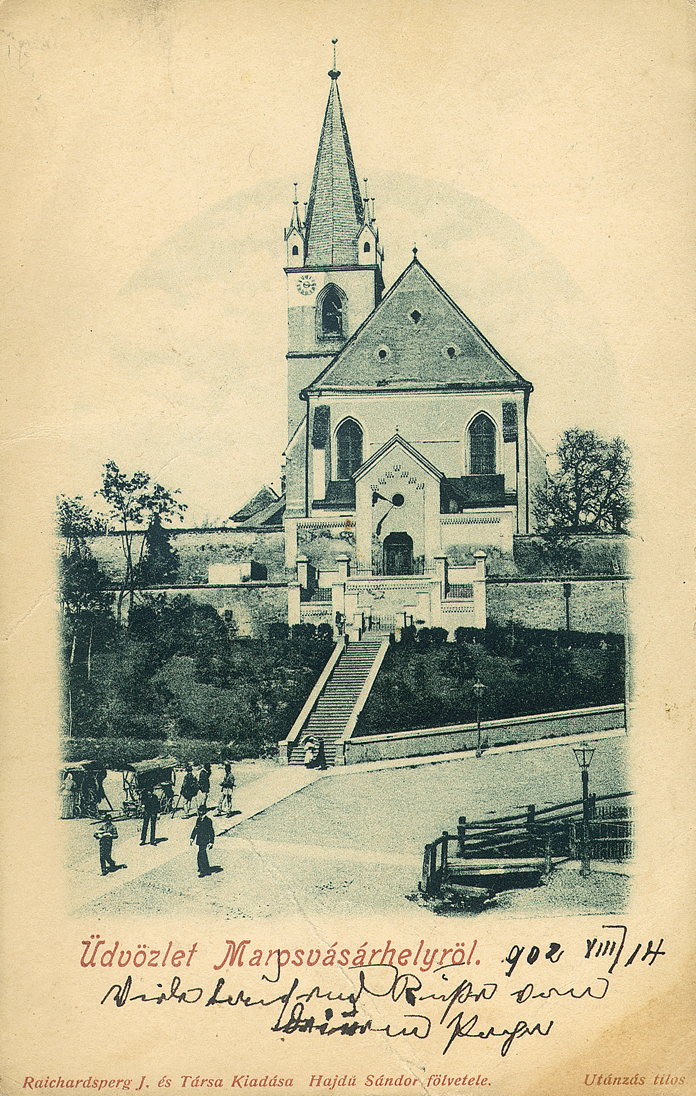
Biserica Reformată din Cetate, locul dietelor

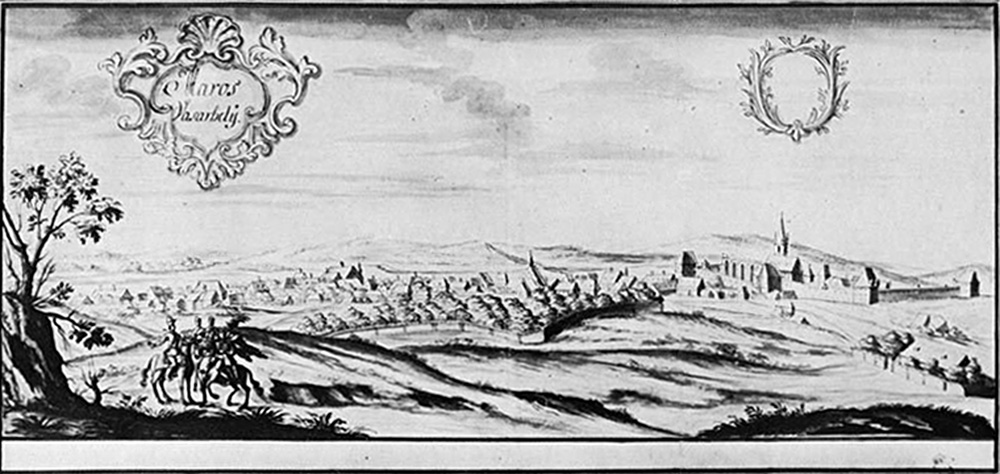
Târgu Mureș în 1735

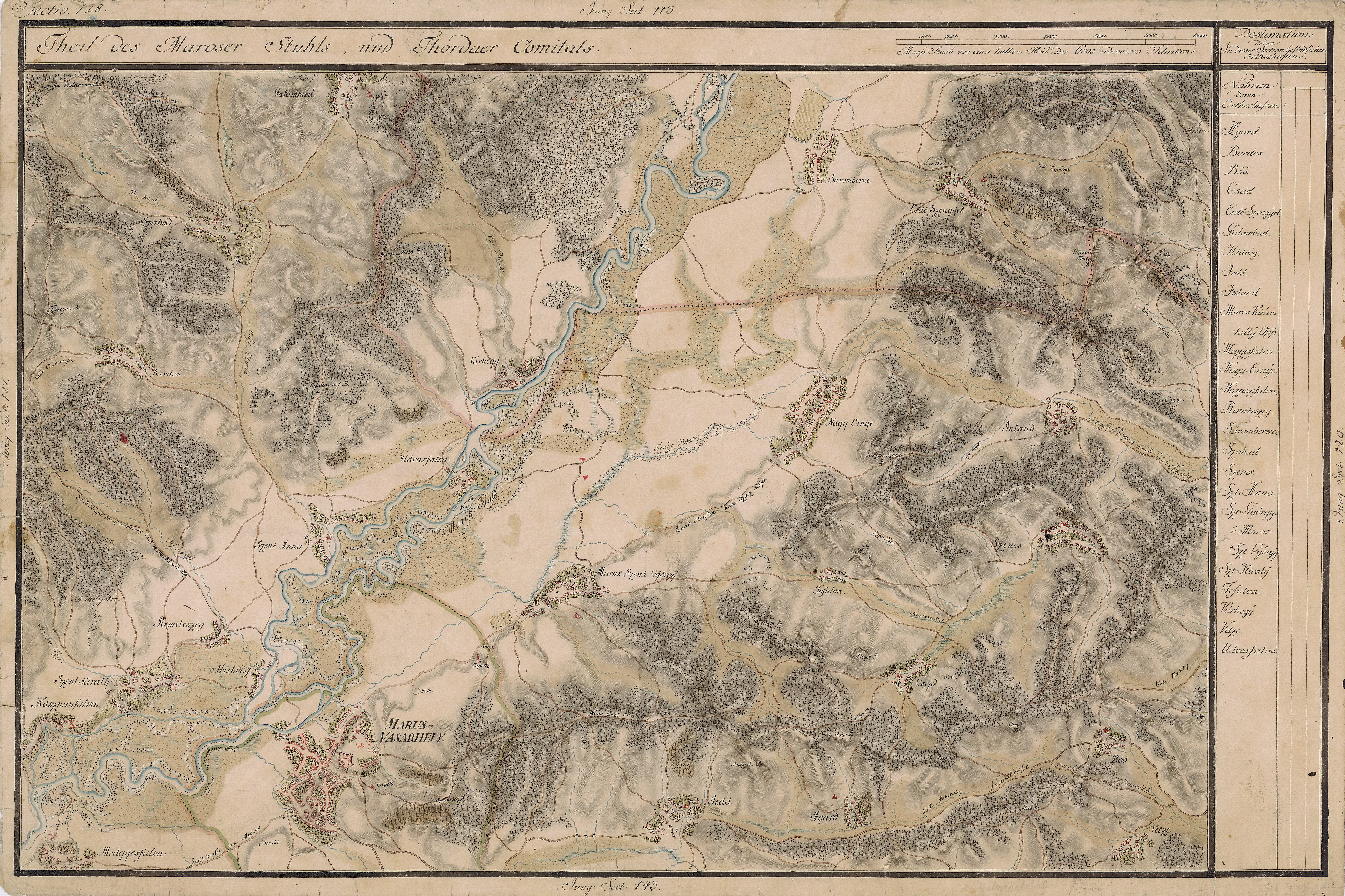
Târgu Mureș ca Marus Vásárhely pe Harta Iosefină

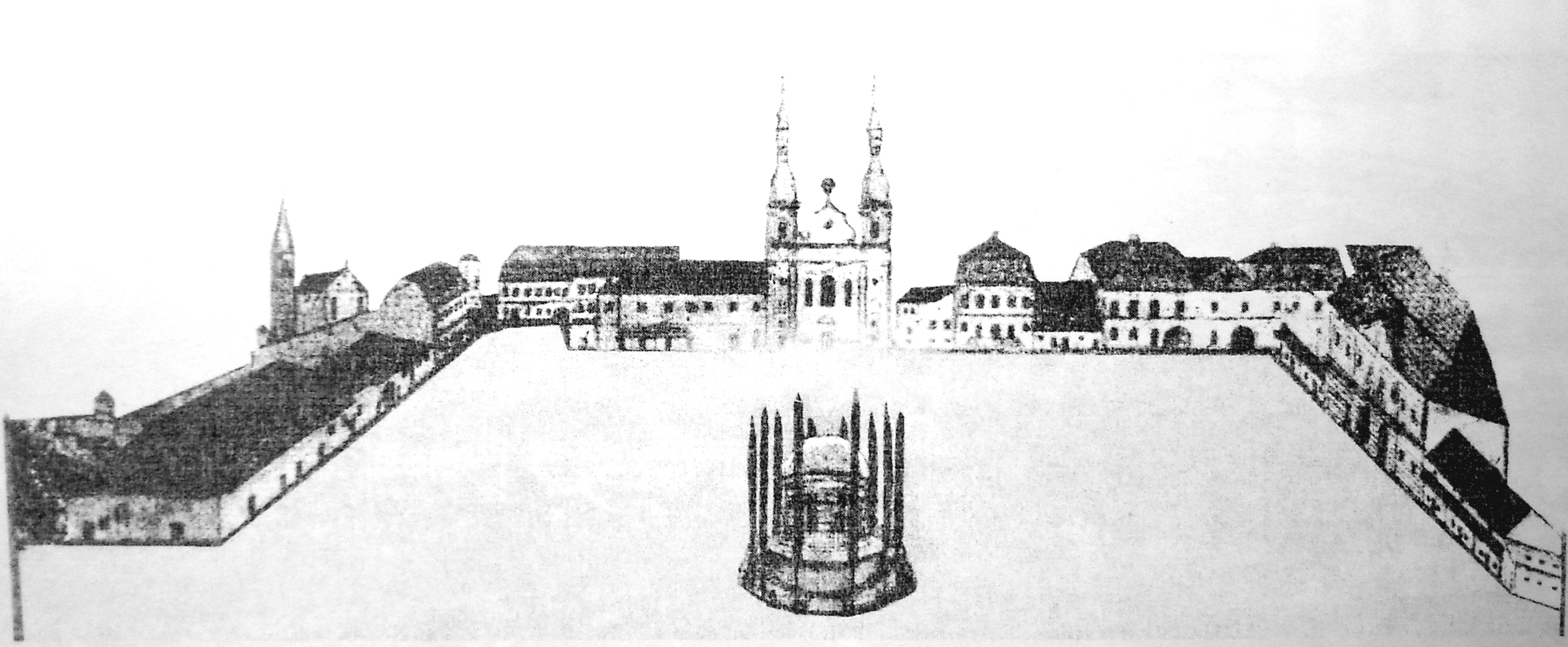
Piața centrală pe o gravură din 1821

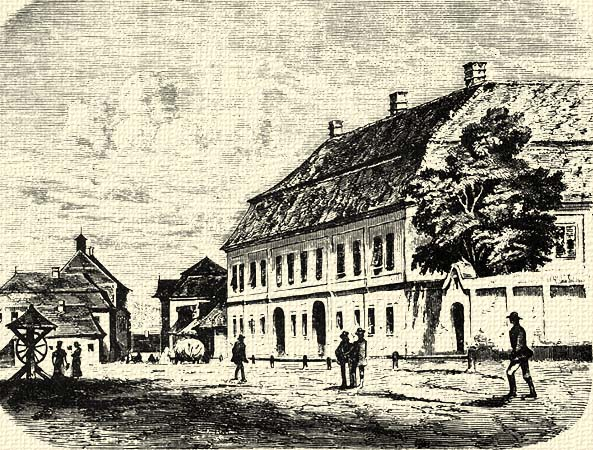
Gravura lui Balázs Orbán despre Biblioteka Teleki (dreaptă) și Colegiul Reformat (stângă)

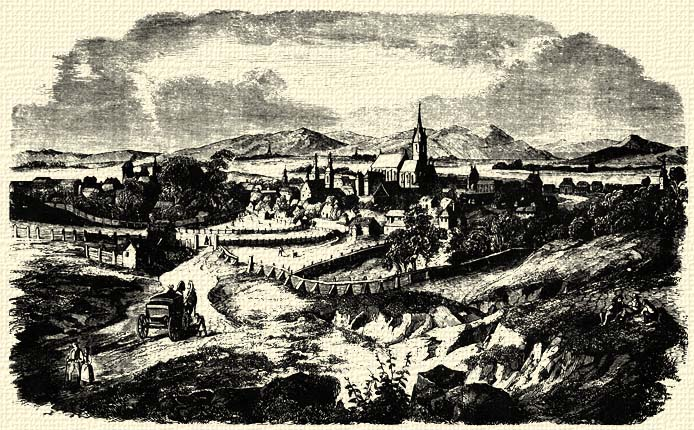
Gravura lui Balázs Orbán despre oraș publicată în capodopera sa (1868)

### Epoca modernă timpurie
În secolul al XVI-lea, la Târgu-Mureș, exista un cneaz român, Trif, care își menținuse dregătoria, ocrotind un iobag fugit.
Dieta Transilvaniei (maghiară Erdélyi Dieta) a fost organul constituțional și politic preparlamentar al Principatului Transilvania, creat în secolul al XVI-lea și format din reprezentanții stărilor celor trei națiuni privilegiate (maghiarii, sașii și secuii) și ai religiilor recepte (romano-catolică, evanghelic-lutherană, reformată și, mai târziu, cea unitariană).
Cetatea medievală din Târgu Mureș este datată între secolele XV-XVII.
În 1503 este menționată casa terțiarelor franciscane, numite beghine.
Din 1511 este consemnat cel mai vechi nume de stradă din Târgu Mureș, și anume strada Sfântul Nicolae, nume provenit de la biserica din apropiere, care corespunde părții superioare a actualei străzi Bolyai.
Tot din 1511, 1 februarie, este consemnat primul spital din localitate, cu numele de Sfântul Duh, ca hospitalis Sanctispiritus de Zekelvasarhel, cu ocazia unor donații pe care le primește din partea Scaunului Mureș, o casă cu terenuri aferente din satul Șăușa. Acesta era un azil pentru sărmani cu o mică biserică, de fapt capelă de lemn, construit pe locul actualei Biserici reformate mici.
În 1525, un document relatează faptul că franciscanul Kelemen Hunyadi copiază un breviar la comandă, aceasta fiind și prima atestare cunoscută a atelierului de copiat (scriptorium) al mănăstirii. Tot în același an, cei 24 de călugări franciscani menționați în surse reprezentau o comunitate înfloritoare în rândul franciscanilor transilvăneni. Odată cu răspândirea Reformei lui Luther, viața acestora intră în declin. Ultimii călugări franciscani sunt alungați în 1556 de către preotul protestant Káli Balázs.
În anul 1538 în timpul refugiului dintre cele două domnii, domnitorul moldovean Petru Rareș ajunge și la Târgu-Mureș, unde, la 26 septembrie, este găzduit de Bernárd Tamásy, judele Thomas Kapecy (Tamás Köpeczi), dându-i vin din pivnița sa.
Drept recunoștință, cu ocazia altor evenimente istorice, la 23 iulie 1541, din tabăra de la Făgăraș voievodul român ia sub protecția sa pe locuitorii orașului dispunând: „Afară de aceasta îndemnăm și ordonăm cu strictețe ca aceia din neamul nostru care trec pe la Târgu-Mureș să nu îndrăznească a face vreo stricăciune, fie cu foc, fie cu sabie, fie cu fier. Dacă am înțeles că cineva a făcut-o vre-o stricăciune, acela va plăti aceasta cu capul său”.
Din 1554 ne revine a doua cea mai veche consemnare a numelui unei străzi, și anume, Strada Sfântul Gheorghe, nume întâlnit și în anii 1607 și 1614, astăzi Revoluției. Tot din 1554 este amintită și Strada Sâncraiului, nume întâlnit și în anii 1636-1637, astăzi Călărașilor.
După 1557, multe clădiri din cetate devin proprietate privată.
În 1559 orașul Târgu-Mureș intră sub stăpânirea reformaților, fiind primul după care a urmat orașul Cluj-Napoca în 1561.
Alte localități care au devenit parte a orașului odată cu trecerea timpului sunt următoarele:
- Egerszeg (menționat Egerzegh), în română Cornățel, atestat documentar din 1567[101][102]
- Kis falu (menționat Kwsfalwd), în română Micești, atestat documentar din 1567[103][104] deși Berecki susține că a fost comasat cu orașul în 1564.[105]
- Sasvár (menționat Saswarij), în română Șășvar, atestat documentar din 1567[106][107]

În prezența principului Ioan Sigismund Zápolya, la 6 ianuarie 1571 dieta de la Târgu Mureș a hotărât adoptarea libertății conștiinței religioase în Transilvania a celor patru confesiuni: romano-catolic, reformată, evanghelică și unitariană. Principele de religie unitariană dorea însă o promovare deosebită a acesteia din urmă. Acest eveniment a constituit o contribuție de dimensiune europeană la instalarea toleranței religioase, model practicat peste secole în Transilvania.
Din 1575 ne revine consemnarea numelui fostei străzi Pasajul Mare, azi primul tronson al străzii Bolyai, desființat prin amenajarea străzii către sfârșitul secolului al XIX-lea.
În 1599, voievodul Mihai Viteazul, conform consemnării la 3 noiembrie 1599 din reședința sa din Alba Iulia: „Am luat sub apărarea noastră pe locuitorii din Târgu-Mureș, fiindcă le cunoaștem credința arătată față de noi. Am ordonat locotenentului nostru Moise Secuiul, ca luând cu sine pe soldații și nobilii de acolo, să-i apere împotriva acelora, care le tulbură liniștea și îi jefuiesc. Vă ordonăm, sub grea pedeapsă, ca nimeni să nu îndrăznească a călca acest ordin, nici să se folosească de forță în favorul moșiei sau a persoanei sale, ci fiecare să fie cumpănit în faptele sale. Dacă cineva va călca acest ordin va fi aspru pedepsit”.
Pe platoul cetății Târgu-Mureș s-a descoperit o locuire din secolul XVII.
În 1601, orașul a fost devastat de două ori: odată de trupele habsburgice ale generalului Giorgio Basta, iar, a doua oară, de haiduci. Majoritatea populației a trebuit să se refugieze în alte părți ale principatului, iar, mănăstirea, a fost arsă și ruinată. Construcția zidurilor orașului s-a început din inițiativa orășenilor reîntorși, fiind distruse și refolosite ca materie primă ultimele rămășite ale fostei mănăstiri.
Biserica Sfântul Nicolae din piața Bolyai a rămas în ruină după distrugerile din anul 1601-1602.
Satul Remetea (Remeteszeg), atestat documentar din 1602 sau 1603 este astăzi parte din oraș.
În anul 1602, mai mulți soldați munteni români rămân definitiv în localitate, din care șase, la tatăl cronicarului Francisc Nagy Szabó.
Unul dintre bastioanele din cetatea Târgu-Mureș este datat între anii 1612-1653.
Dietele transilvane au fost ținute în mai multe localități, de cele mai multe ori în orașe sau târguri situat în zona centrală a Transilvaniei, pe lângă cele mai importante drumuri, în centre demografice și economice importante. Locul de adunare a stărilor s-a stabilizat într-o oarecare măsură la Alba Iulia numai de pe la sfârșitul secolului al XVI-lea. Până în 1613 în acest sens Târgu Mureș a ocupat un loc de frunte, fiind al patrulea în ordinea așezărilor gazdă. Orașul a fost locul de întrunire frecventă a stărilor în cele mai tulburi două perioade din istoria Principatului Transilvaniei, adică în epoca de formare a noului stat și în intervalul de criză 1658-1661.
În 29 aprilie 1616 Tamás Borsos, primarul orașului, primise de la Gabriel Bethlen, principele Ardealului, rangul de oraș liber regesc (în maghiară szabad királyi város) și totodată atunci s-a fixat și numele unguresc de Marosvásárhely.
La 8 Martie 1638 este menționat din nou spitalul Sfântul Duh când sunt realizate lucrări de construcție la fundamentul edificiului.
Din 1682 este atestată comunitatea iudaică.
Pe platoul cetății Târgu-Mureș s-a descoperit o locuire datată între secolele XVIII-XIX.
În 1709 a izbucnit o epidemie de holeră care a pustiit orașul Târgu Mureș și împrejurimile din Scaunul Mureș. Potrivit datelor în localitate au murit 3 500 de oameni, iar în tot scaunul numărul lor a trecut pragul de 18 000. Între măsurile luate se numără și faptul că pe termen nelimitat toți elevii din Colegiul Reformat au fost trimiși acasă, iar preoții catolici au făcut spovedania numai prin geam pentru credincioșii din fața clădirii.
În anul 1754 sediul Tribunalului Suprem al Transilvaniei a fost mutat de la Mediaș la Târgu Mureș, unde a funcționat în clădirea vechii primării din Piața Mare, astăzi Piața Trandafirilor. Instituția doar în 1826 a fost mutată în Palatul Kendeffy din piața Bolyai.
În anul 1755 a fost finalizat turnul clopotniței mănăstirii franciscanilor din Târgu Mureș.
Satul Podeni (Hidvég), atestat documentar din 1760 sau 1762 este astăzi parte din oraș.
Din 1777 este atestată clădirea Primăriei vechi a Târgu-Mureșului, și ansamblul restului de clădiri administrative. Aceasta a fost incendiată în perioada Revoluției pașoptiste și apoi demolată.
Tot în 1777 a fost finalizată construcția fostei mănăstiri a franciscanilor din Târgu Mureș.
În 1786 s-a înființat prima tipografie din Târgu Mureș care la sfârșitul secolului a trecut în proprietatea medicului primar al Scaunului Mureș, István Mátyus. Doctorul savant umanist fiind susținătorul educației și științelor, în testamentul său a dăruit-o Colegiului Reformat. Astfel scrierile matematicienilor Farkas și János Bolyai, cum ar fi Tentamen sau Appendix au fost realizate aici.
În această perioadă mișcarea culturală și literară iluministă care a condus la apariția Școlii Ardelene, avându-i ca reprezentanți pe Gheorghe Șincai, Petru Maior și alții, a avut contribuții la dovedirea continuității populației daco-romane în Dacia, a militat pentru dezvoltarea învățământului, pentru drepturi egale cu ale maghiarilor, secuilor și sașilor și pentru desființarea iobăgiei. Cei doi pașoptiști au urmat studiile în Colegiul Reformat din Târgu Mureș.
Între anii 1799-1804 a fost construită prima bibliotecă publică a Marelui Principat al Transilvaniei, sub îndrumarea directă a contelui Sámuel Teleki, fondatorul bibliotecii care poartă numele său. La solicitarea lui Teleki, aflat la Viena în calitate de cancelar aulic, planurile acestei aripi a clădirii au fost realizate de Ernest Koch, unul dintre cei mai activi arhitecți din Viena acelor timpuri. Colecția proprie lui Teleki cuprinde, printre altele, cele 33 de volume ale Enciclopediei lui Diderot și D'Alambert, lexicoane contemporane și publicații ale unor academii și societăți științifice din Europa.
La 4 mai 1804, profesorul Farkas Bolyai a ocupat catedra de matematică în Colegiul Reformat. Epoca Bolyai a colegiului s-a culminat prin activitatea fiului său, matematicianului János Bolyai, fondatorul geometriei neeuclidiene. Rezultatul cercetărilor sale le-a publicat, ca o anexă, intitulată Appendix, la tratatul tatălui său, Farkas Bolyai, Tentamen juventutem studiosam... din 1832. Această operă, ca și concepția sa, reprezintă un moment crucial în dezvoltarea geometriei moderne. Astăzi în oraș poartă numele celor doi Bolyai o stradă, liceul, care a luat ființă în locul fostului Colegiu Reformat după naționalizarea instituților de educație confesionale în 1948, și Biblioteca Teleki-Bolyai.

### Epoca modernă târzie
Biserica reformată mică din Târgu Mureș a fost edificată între anii 1815-1830, cu prilejul acesta demolându-se fostul spital Sfântul Duh.
În 1848 orașul a susținut revoluționarii maghiari, iar în noiembrie trupele habsburgice au ocupat Târgu Mureșul apărat de ostașii secui. Numai cu mare efort a putut generalul Tolnay în 13 ianuarie 1848 să reocupe orașul strategic. Dupa reocuparea orașului, în Casa Teleki au dormit și au plecat la ultima bătălie Sándor Petőfi și Józef Bem. După finalul revoluției maghiare, înfrântă în 1854, la Târgu Mureș în locul numit Postarét din strada Secuilor Martiri, au fost uciși generalii Mihály Gálffy, Károly Horváth și Török János către ostașii habsburgi. În 1874, după Ausgleich, un monument imens, intitulat Monumentul Secuilor Martiri, a fost construit la locul execuției. Acest obelisc a rămas în acel loc până astăzi, iar în fiecare an aici se țin manifestările prilejuite de „Ziua Maghiarilor de Pretutindeni”.
Între anii 1848-1849, în timpul Revoluției Pașoptiste, clădirea Primăriei Vechi a fost incendiată și apoi demolată.

## Perioada dualismului

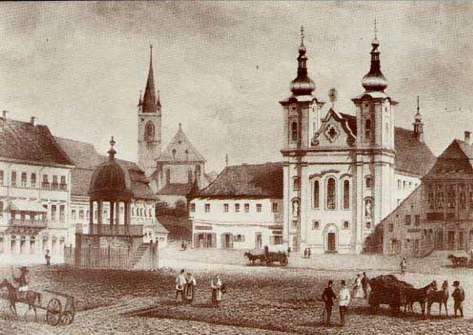
Centrul cu bisericile romano-catolice și reformate din secolul al XIX-lea

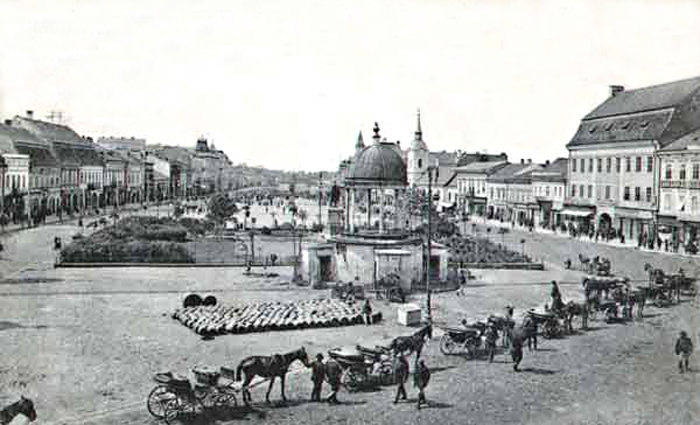
Centrul în 1911 cu fântâna cântătoare făcută de Péter Bodor

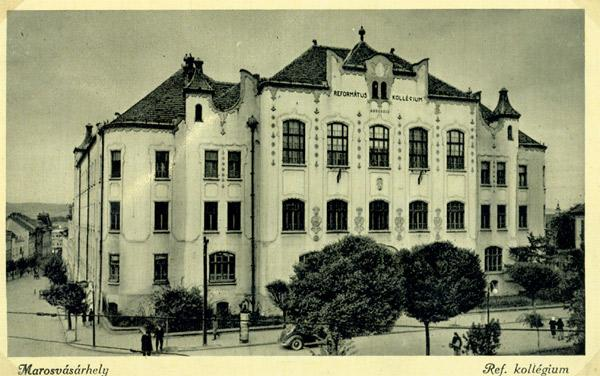
În Colegiul Reformat au studiat Gheorghe Șincai și Petru Maior

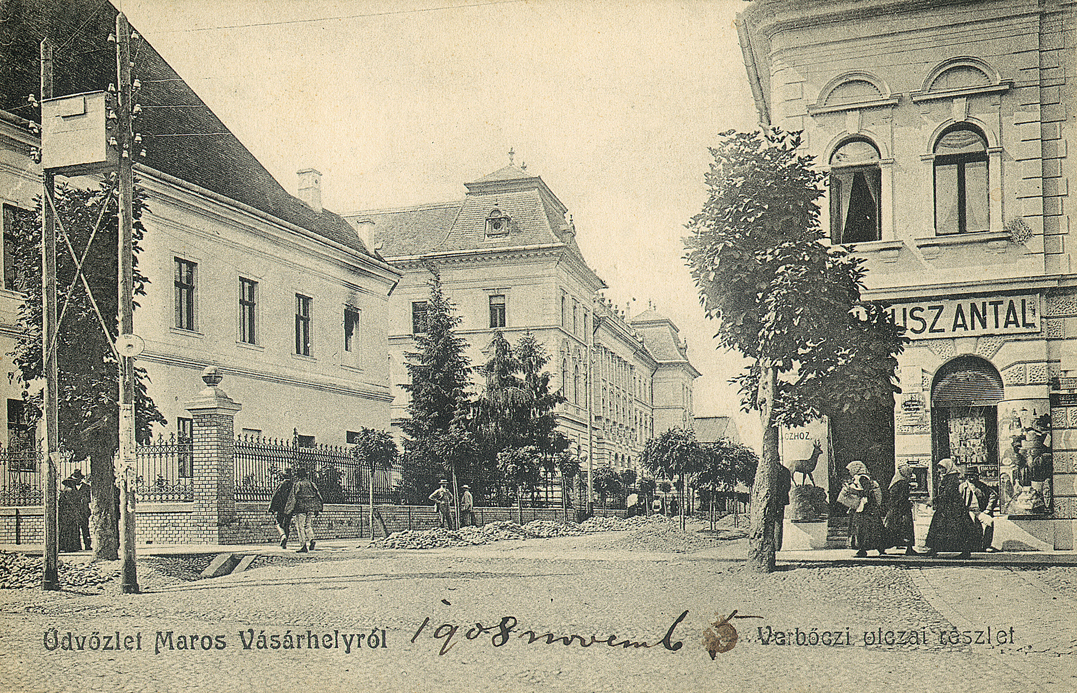
Tabula Regia și noua judecătorie din strada Verbőczy, astăzi Justiției

În urma reformei administrative din 1876 scaunele secuiești și săsești au devenit desființate, apoi încorporate în cele 15 noi comitate. Astfel orașul Târgu Mureș care până atunci a fost capitala Scaunului Mureș a devenit reședința Comitatului Mureș-Turda. Noua entitate administrativă a inclus vechiul scaun secuiesc și o parte din regiunea Turda.
În această perioadă era realizată infrastructura feroviară din Transilvania pe care îl folosim și astăzi. Prin construirea liniei secunde Războieni-Târgu Mureș în 1871, iar apoi prin linia de circulație locală Târgu Mureș-Reghin în 1886, atracția economică a localității s-a lărgit. Prin punerea în funcțiune a căii ferate de centură secuiască și calea ferată îngustă Târgu Mureș-Sovata, orașul a devenit un nod de cale ferată.
Ca urmare a reorganizării structurii armatei Ungariei dualiste, prin promulgarea Legii forțelor de apărare din anul 1869, a început construcția structurii armatei naționale distincte pentru ambele părți partenere din convenția din 1864. Sediul regimentului de cavalerie al honvezilor a fost stabilit la Târgu Mureș. Cea mai stringentă problemă de organizare a momentului a fost realizarea cazărmii cavaleriei. Acest proces s-a realizat în urma unor consultări intense între conducerea orașului și comenduirea militară din localitate.
Perioada între anii 1902-1912 de la începutul secolului al XX-lea este intervalul de timp în care mandatul de primar era ocupat de Dr. György Bernády, care a reușit să schimbe radical imaginea orășelului de început de secol, reprezentând necontenit interesele cetățenilor. Edilul de șef s-a născut în Beclean și a urmărit studiile la Târgu Mureș, apoi la Budapesta, unde a devenit doctor în farmacie, dar sa licențiat și în științe juridice. Bernády a început cariera politică ca deputat de Târgu Mureș în Parlamentul din capitala Ungariei.
În 1902 când a ajuns primarul orașului a ținut un discurs de program în care declarat că "va crea un oraș nou". Având o viziune clară, conducerea orașului a pus un accent deosebit în primii ani pe crearea infrastructurii: dezvoltarea distribuției și furnizării energiei electrice prin construirea generatorului în Canalul Turbinei, realizarea digului pe Mureș, precum și construirea unui sistem de alimentare cu apă și canalizare. Tot atunci s-a modernizează abatorul din strada Tamás Ernő, s-a asfaltat 117 de străzi, s-a amenajat alei, parcuri și piețe. În 1904 s-a construit fabrica de cărămidă pentru a putea acoperi necesitățile de materiale de construcție care vor fi necesare la marile șantiere în anii următori.
Marosi Barna, cercetătorul lui Bernády și autorul diferitelor cărți îl caracterizează pe primar ca un om, care "a știut să facă bani", fapt demonstrat de strânsele relații ținute cu reprezentanții guvernului în diferite ministere. Astfel s-a putut construi în numai un deceniu un șir de clădiri pentru instituții, cum ar fi școlile primare de stat de pe strada Jókai (azi strada Eminescu), de pe strada Sándor János (azi strada Gheorghe Doja) și de pe strada Híd. Tot atunci s-a înființat casa de copii, Școala Superioară de Comerț (azi Universitatea „Petru Maior”), Gimnaziul Romano Catolic (azi Colegiul Național „Unirea”), Școala Superioară de Fete (azi Colegiul Național “Al. Papiu Ilarian”), Serviciul de Gospodărie Comunală și a primit un complex de ansamblu nou Colegiul Reformat.
Spre sfârșitul mandatului edilul șef devenea tot mai îndatorat șantierelor. Presa locală îl critica deseori pentru planurile mărețe, despre care spunea că Bernády ar avea o megalomanie nelimitat. În aceste valuri incomode au fost construite cele două clădiri reprezentative din Centru după proiectele executate de perechea de arhitecți budapestani Komor Marcell și Jakab Dezső. În 1908 s-a terminat construirea noului sediu al Primăriei cu de trei etaje, construită în stilul secession maghiar, cu turn înalt și grațios. Între 1911 și 1913 orașul a mai primit o clădire: Palatul Culturii, numit atunci Casa de Cultură „Ferenc József”, o altă operă de artă construită în stil secession cu o orgă de 62 de registre, fabricată de frații Rieger.
Câteva clădiri construite în mandatul primarului György Bernády:

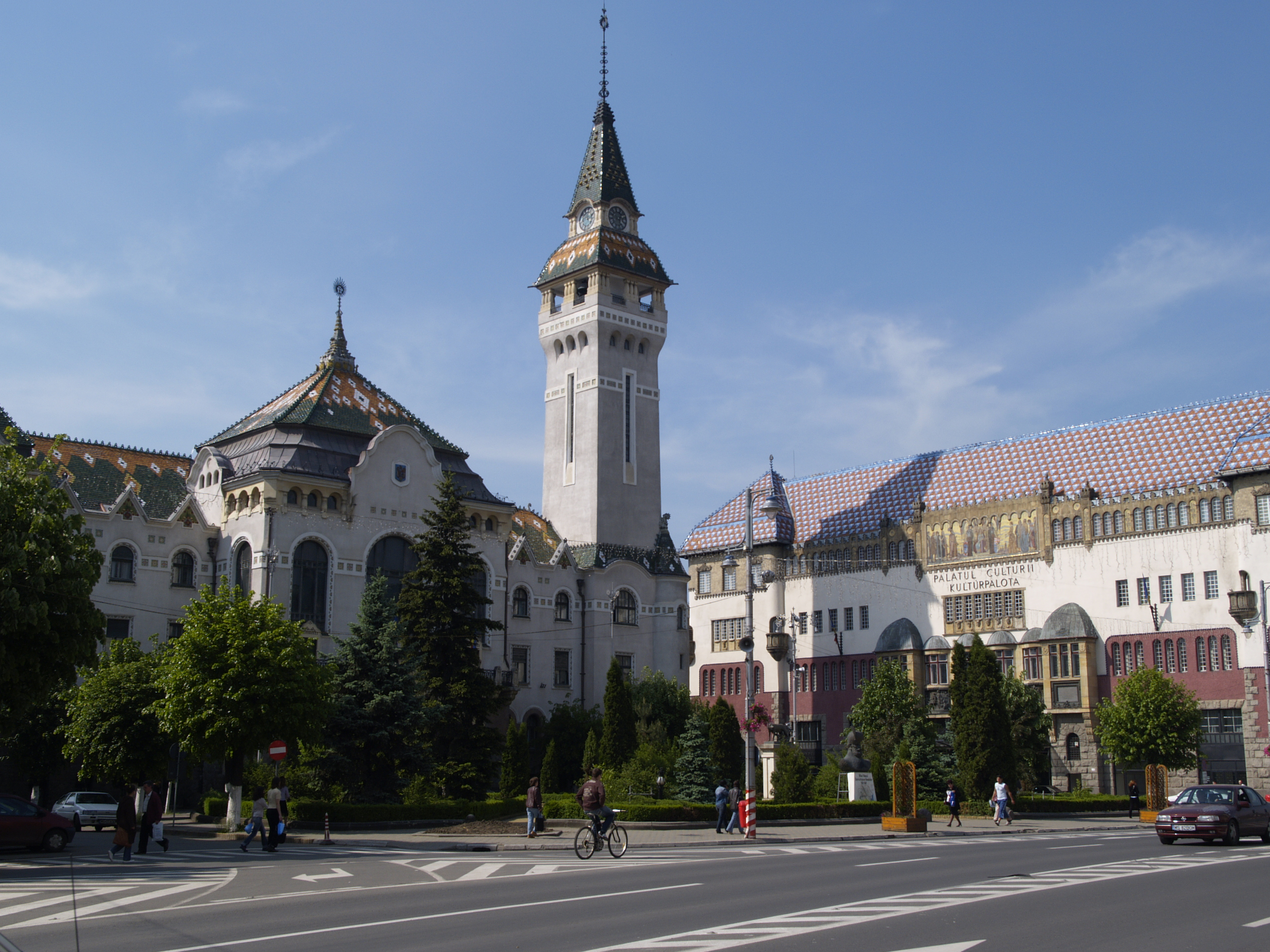
Primăria și Palatul Culturii
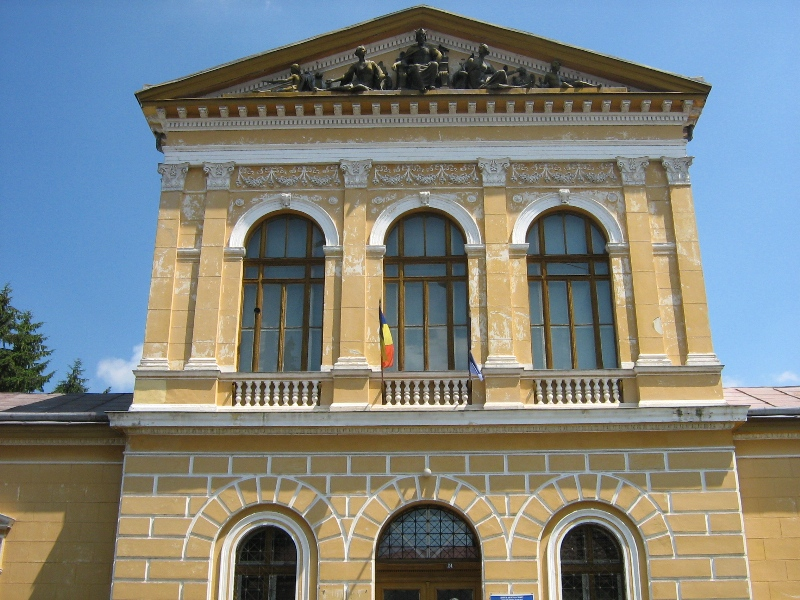
Muzeul de Artă Secuiască
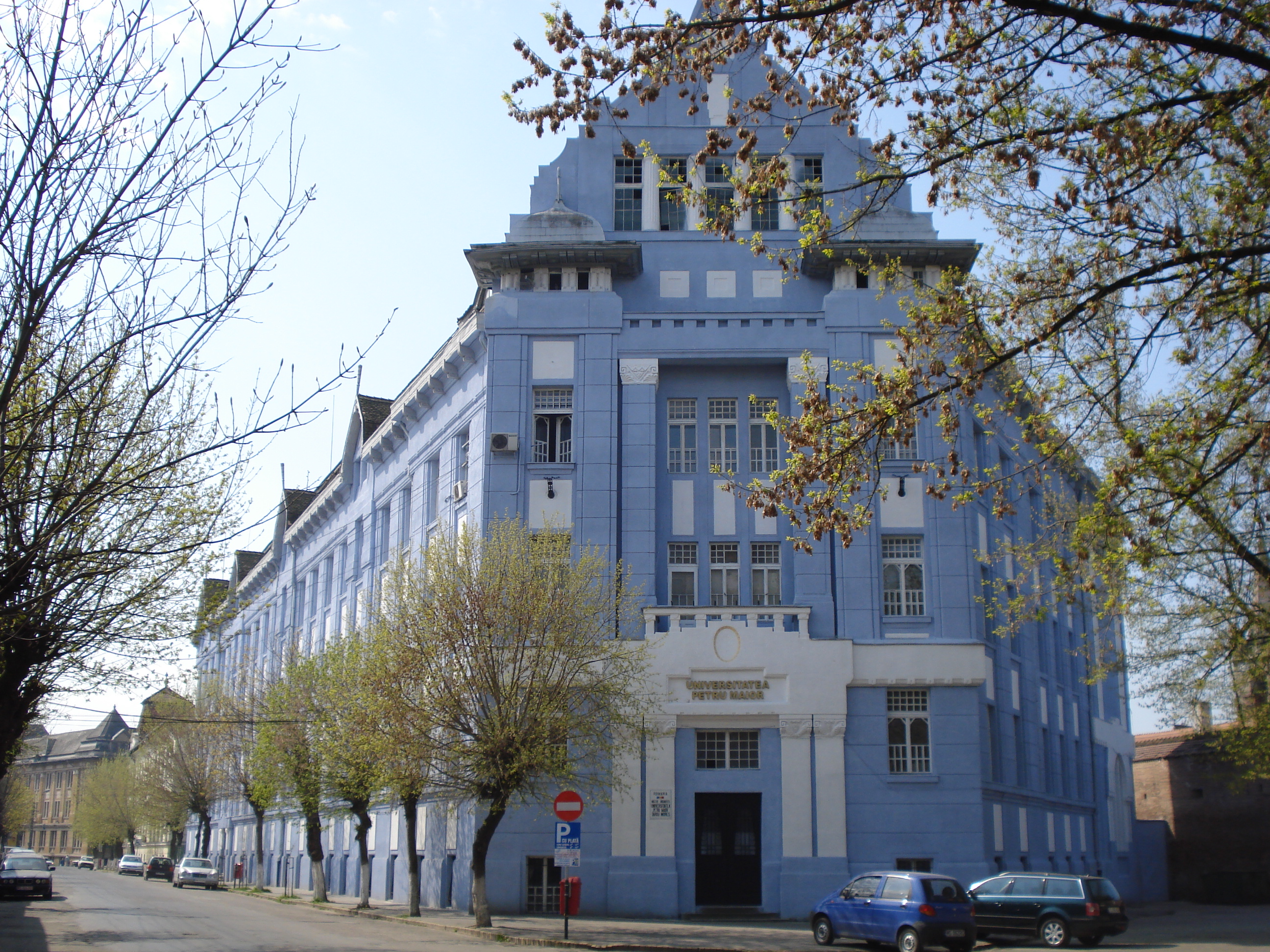
Şcoala Superioară de Comerţ
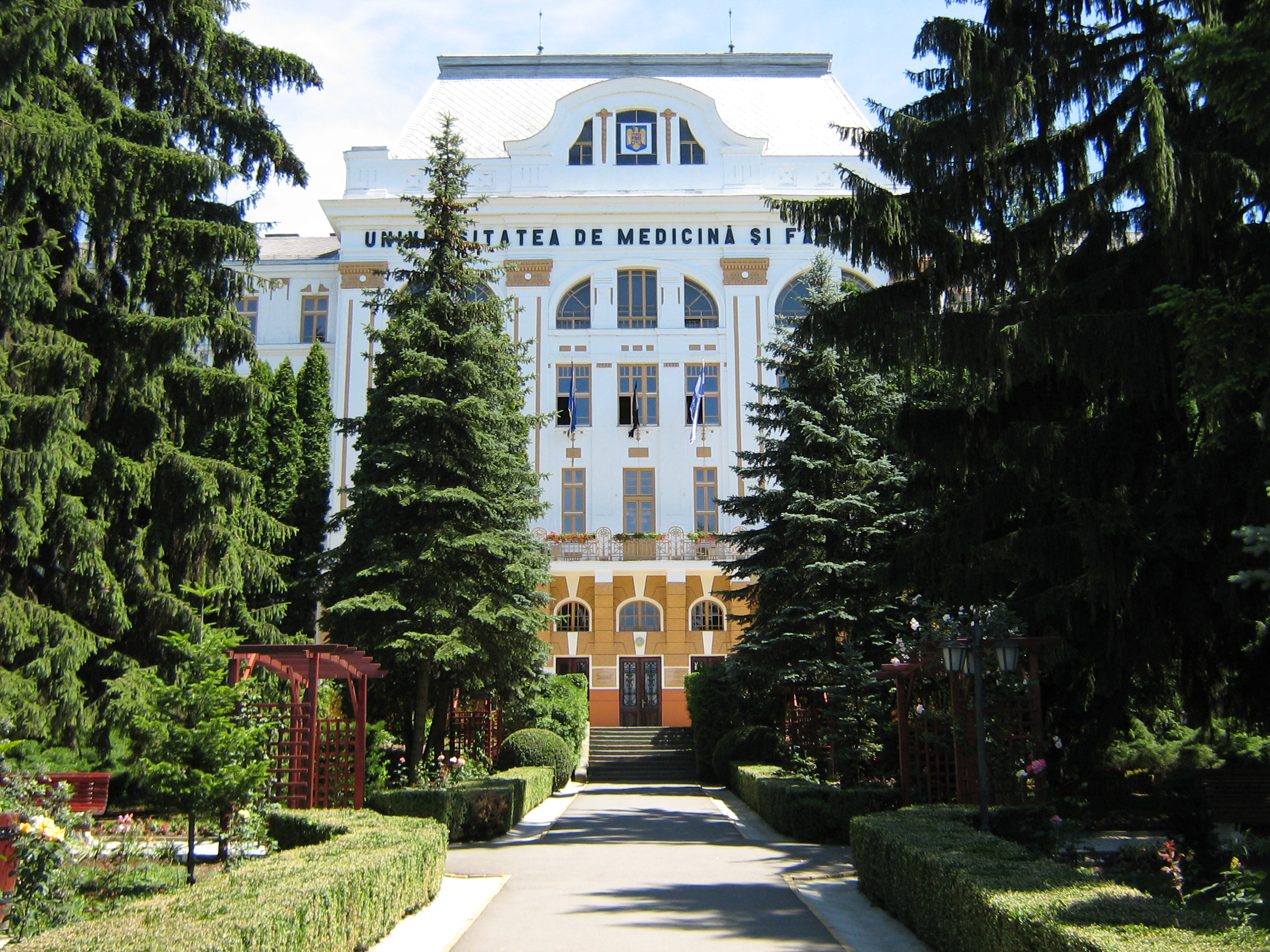
Gimnaziul Militar

## Perioada interbelică

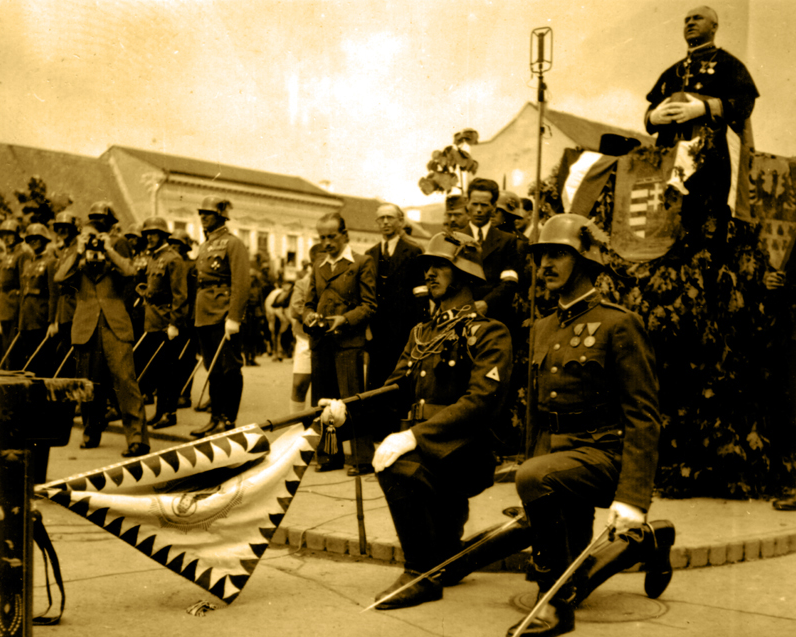
Soldați maghiari în 15 septembrie 1940

Tratatul de la Trianon a consfințit trecerea către statele succesoare a 71% din teritoriul Ungariei și a 63% din populație. Frontierele noi, în cele mai multe cazuri, nu au urmărit granițele etnice, astfel încât peste 3,3 milioane de etnici maghiari au ajuns în afara teritoriului Ungariei, majoritatea lor trăind chiar pe lângă granițele noi. Situația era similară și în cazul Târgu Mureșului, ai cărui locuitori au fost în mare majoritate maghiari.
Între 2-4 octombrie 1937 cu 187 de participanți a fost ținută în Palatul Apollo o întâlnire a intelectualilor maghiari din România, cunoscută sub numele de Reuniunea de la Târgu Mureș. Scopul a fost de a crea o platformă unită între diferitele grupări ale minorității maghiare și discuția, cu posibilitatea găsirii unor soluții, pentru rezolvarea problemelor maghiarilor în contextul agravării situației politice către sfârșitul anilor '30 sub influența situației internaționale (prinderea de forță a ideologiei fasciste în România) și a acțiunilor regelui.
În urma primului arbitraj de la Viena (2 noiembrie 1938), Ungaria obținuse o porțiune din Slovacia (ținut supranumit Felvidék, „Provincia de Sus”, în timpul Imperiului Austro-Ungar), iar la mijlocul lunii martie 1939 ocupase Ucraina Subcarpatică (Rutenia) autonomă — regiunea Transcarpatia de astăzi din Ucraina. Ungaria interbelică dorea printr-o politică revizionistă să obțină și celelalte teritorii care aparținuseră Transleithaniei și pe care le pierduse în urma înfrângerii din Primul Război Mondial prin Tratatul de la Trianon, în special Transilvania.
Dictatul de la Viena a fost încheiat la 30 august 1940, prin care România a dat înapoi marea parte din Transilvania pentru Ungaria. La acești vești clopotele bisericilor maghiare din centrul orașului au fost trase. Totuși prima armată care a trecut peste Târgu Mureș a fost Gyorshadtest condus de Béla Miklós la data de 10 septembrie 1940, care a avut ca misiune ocuparea regiunilor mai sudice, în special zona Trei Scaune. Manifestațiile principale au fost ținut cu cinci zile mai târziu, la data de 15 septembrie când locuitorii din oraș au așteptat sosirea trupelor din Szekszárd la fruntea cu Vilmos Nagy. Miklós Horthy a fost prezent la manifestațiile principale din 16 septembrie 1940.

Manifestație legionară în centrul Târgu Mureșului (1936)
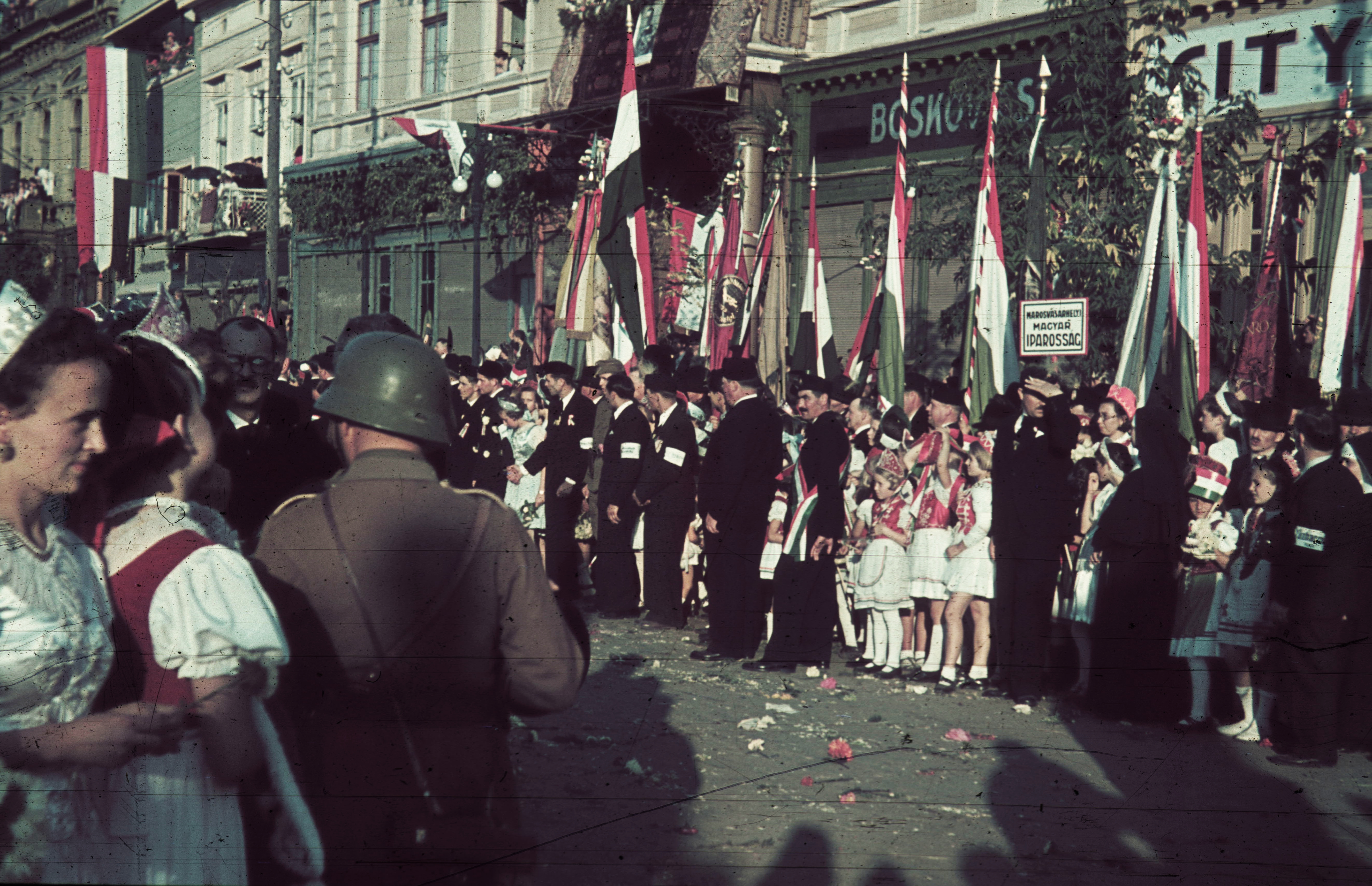
Primirea trupelor maghiare în 1940
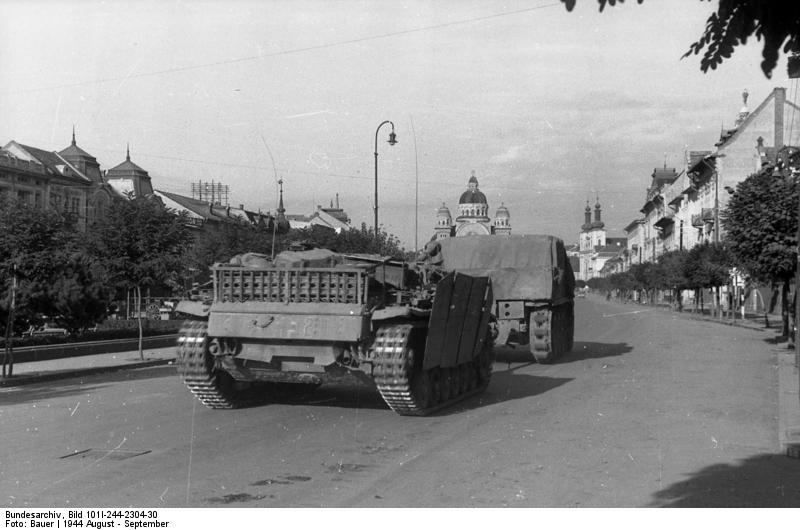
Armata germană în oraș (1944)

## Perioada comunismului
Perioada 1944-1948, atât în spațiul est european cât și pe plan local a fost etapa acaparării puterii de către partidele comuniste. După sfârșitul războiului a început reorganizarea administrativă, culturală și socială a orașului. În această perioada a fost înființat Teatrul Secuiesc la inițiativa unei grup intelectual în fruntea cu Miklós Tompa. Primul teatru permanent a început activitatea la data de 10 martie 1946 cu prezentarea opera Mosoly országa lui Franz Lehár cu ajutorul actorilor orădeni de renume György Lóránt și Irén Kovács în Palatul Culturii.
În 1945 Facultatea de Medicină din cadrul Universității Bolyai din Cluj a început activitatea în fostul liceu militar din Târgu Mureș. După reforma învățământului din 1948, facultatea a devenit independentă prin înființarea Institutul Medico-Farmaceutic. Universitatea cu predare în limba maghiară a avut următoarele facultăți: medicină generală, pediatrie, igienă, stomatologie și farmacie.
Schimbările politice de după 1944 au contribuit la întărirea pozițiilor organizațiilor de stânga în oraș. Structurile locale ale Partidului Comunist Român au fost reorganizate la sfârșitul anului 1944, din inițiativă locală. Începând din 1946 în persoana lui József Soós Târgu Mureșul a avut deja un primar care reprezenta partidul. Toate funcțiile politice, administrative și economice treptat erau ocupate de membrii PCR sau de persoane sprijinite de către nomenclatura comunistă.
În 8 septembrie 1950 a avut loc prima reorganizare administrativă postbelică a României, după modelul sovietic și transformarea celor 58 de județe în 28 de regiuni și 177 de raioane. Doi ani mai târziu a avut loc o primă reorganizare a acestui sistem, în urma căreia, prin comasarea a zece raioane din fostele regiuni Mureș și Stalin, s-a înființat Regiunea Autonomă Maghiară. Capitala regiunii cu o populație preponderantă maghiară a fost în Târgu Mureș. Unitatea administrativă a fost desființată prin noua organizare teritorială adoptată în 16 februarie 1968. Astfel, s-a renunțat la organizarea administrativă de tip sovietic și s-a revenit la județ ca unitate administrativă, sistem care este folosit și în prezent. Din acest motiv orașul a pierdut din puterea politică de decizie regională și a devenit reședința Județului Mureș.
În 1971 a fost demolată mănăstirea franciscanilor din Târgu Mureș.

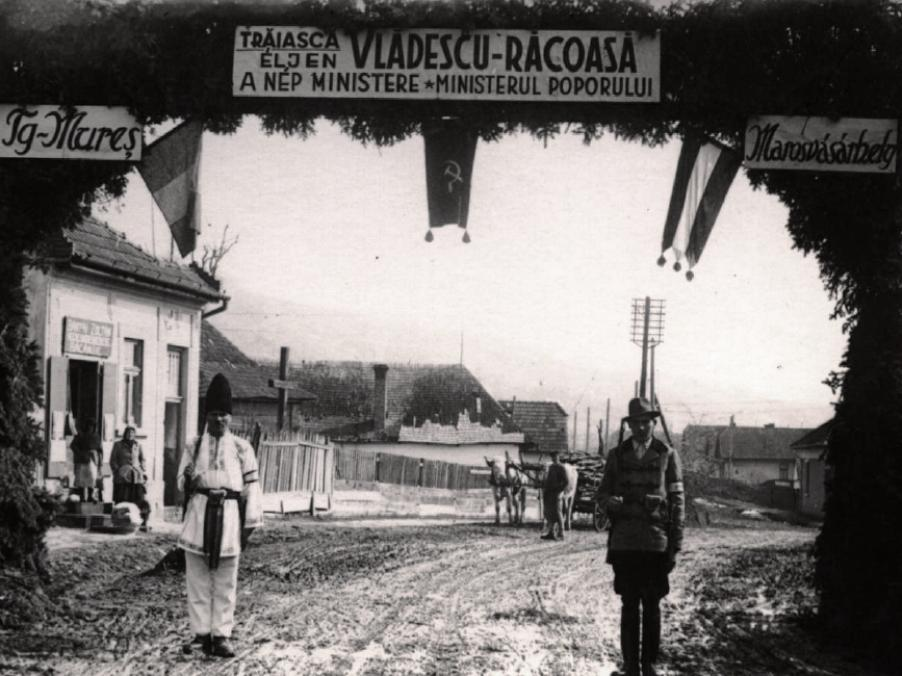
Primirea ministrului al naționalităților minoritare, Gheorghe Vlădescu-Răcoasa, în 1945
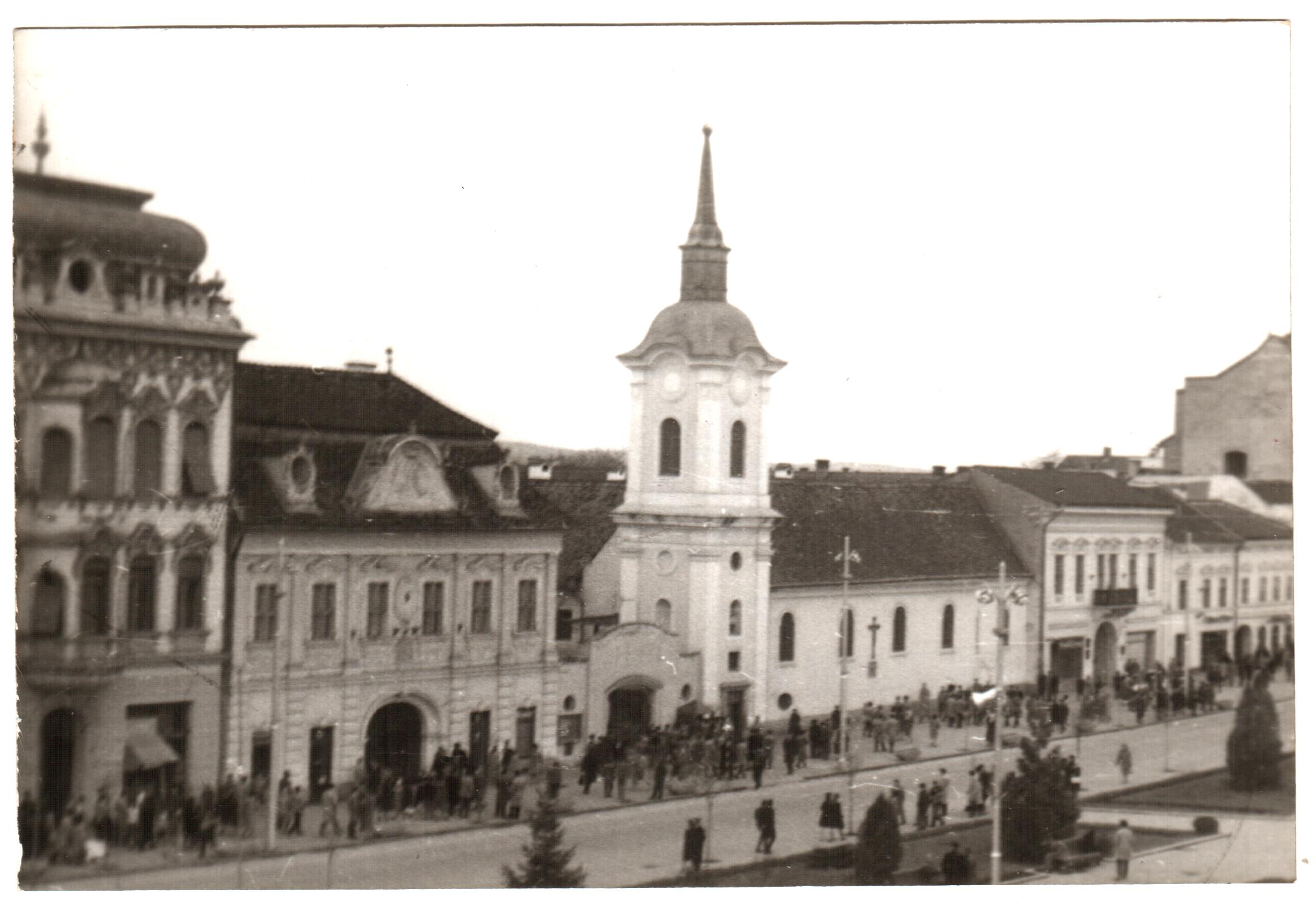
Mănăstirea franciscanilor în anii '50
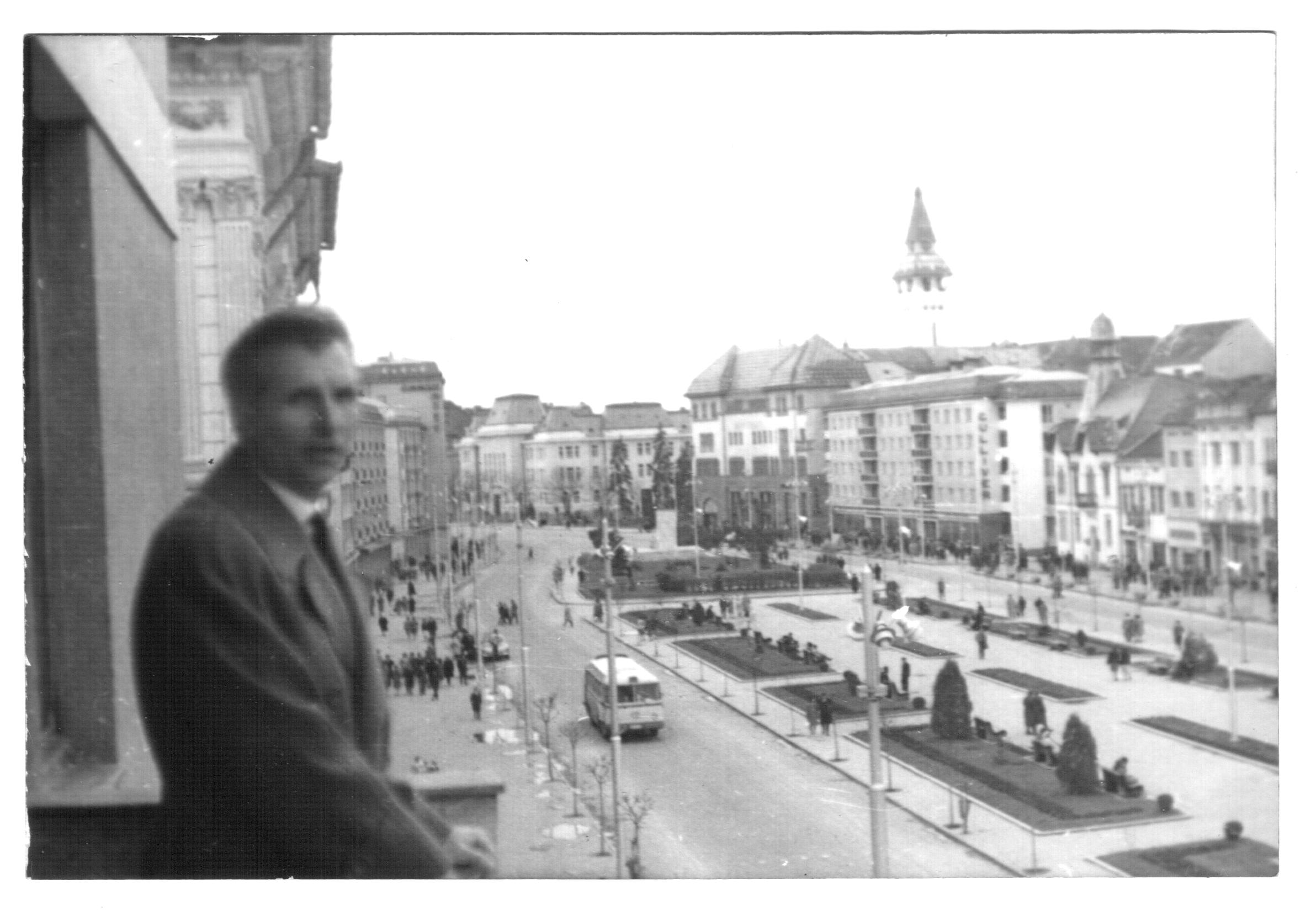
Piața Trandafirilor în anii '50
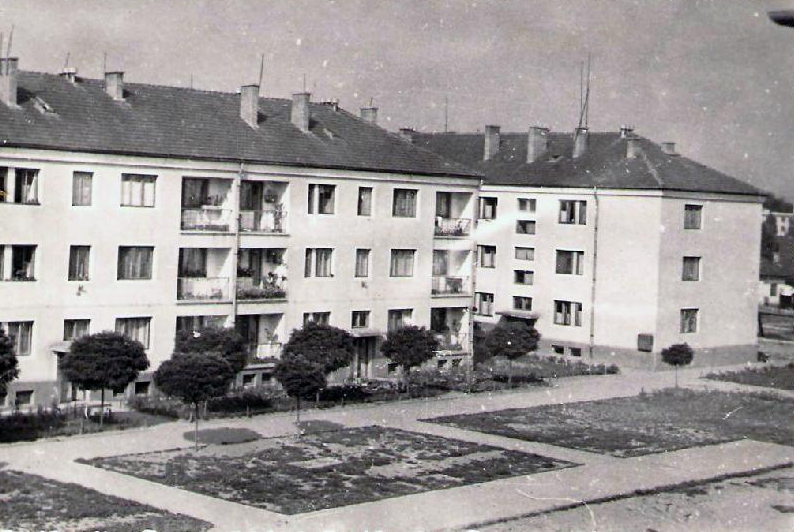
Primele blocuri din oraș
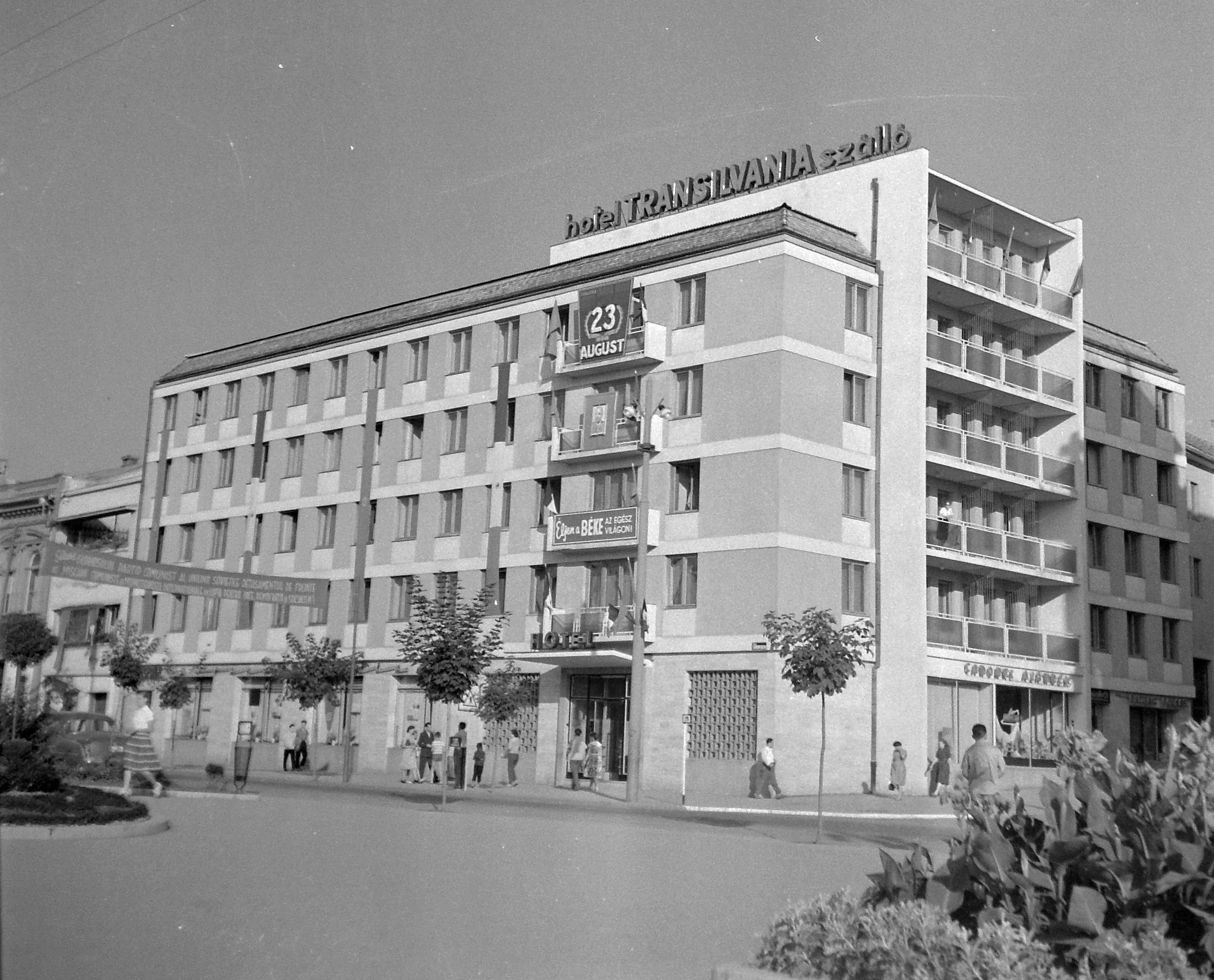
Inscripții de propagandă pe "Hotel Transilvania Szálló"
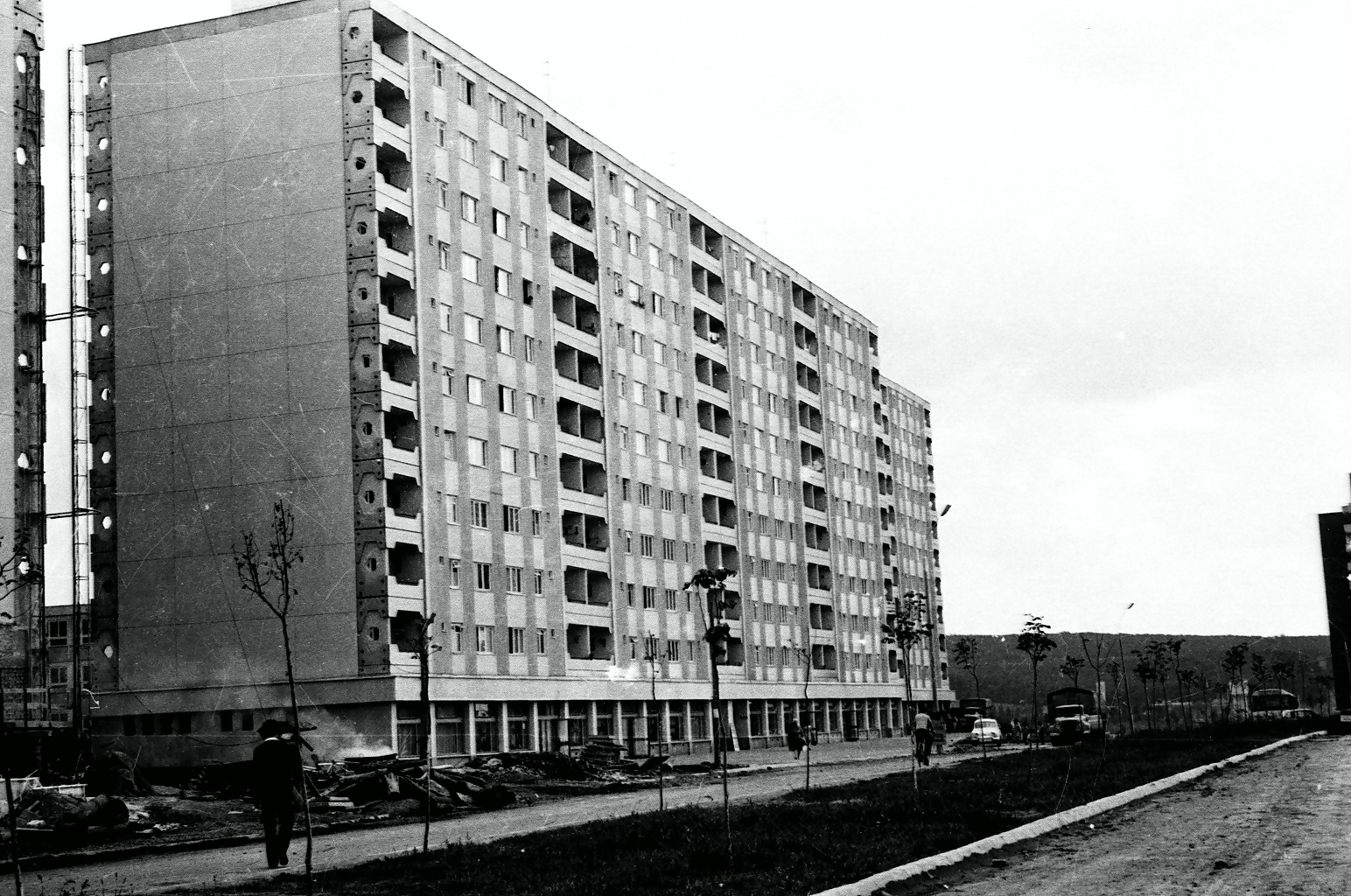
Construcția cartierului Dâmbul Pietros (1973)

## Perioada postdecembristă
Sfârșitul anul 1989 găsește orașul cuprins de febra dorinței de schimbare. Regimul comunist, ca și în celelalte orașe ale țării, este privit cu ostilitate, astfel că, atunci când tonul destrămării comunismului dat la Timișoara s-a făcut auzit în toată țara, mureșenii și-au adus și ei contribuția la demolarea vechilor structuri. Morții din acele zile tulburi ale începutului democrației din România, stau drept mărturie a evenimentelor tragice, premergătoare formării României post-comuniste.
La mitingul desfășurat în 21 decembrie 1989, în piața centrală a orașului au participat câteva mii de persoane. A fost organizată o tribună populară, la care diferiți revoluționari și-au exprimat nemulțumirile față de regimul comunist. În timpul evenimentelor au existat conflicte între armată și revoluționari, urmate de schimburi de focuri, mai mulți oameni fiind răniți, iar unii decedați. Adrian Hidoș, Lajos Hegyi, Károly Pajka, Ilie Muntean, Sándor Bodoni, Ernő Tamási, din rândul revoluționarilor, Adrian Mare, András Puczi și Szilárd Takács, din rândul militarilor, au decedat.
În 22 februarie 2000 ca semn de cinstire pentru jertfele aduse și pentru eroismul manifestat în lupta pentru victoria Revoluției din decembrie 1989, municipiul Târgu Mureș este declarat Oraș-martir.
În martie 1990, pe fondul tensiunilor interetnice, a avut loc în Târgu Mureș unul dintre cele mai violente conflicte sociale de după 1990, din România.

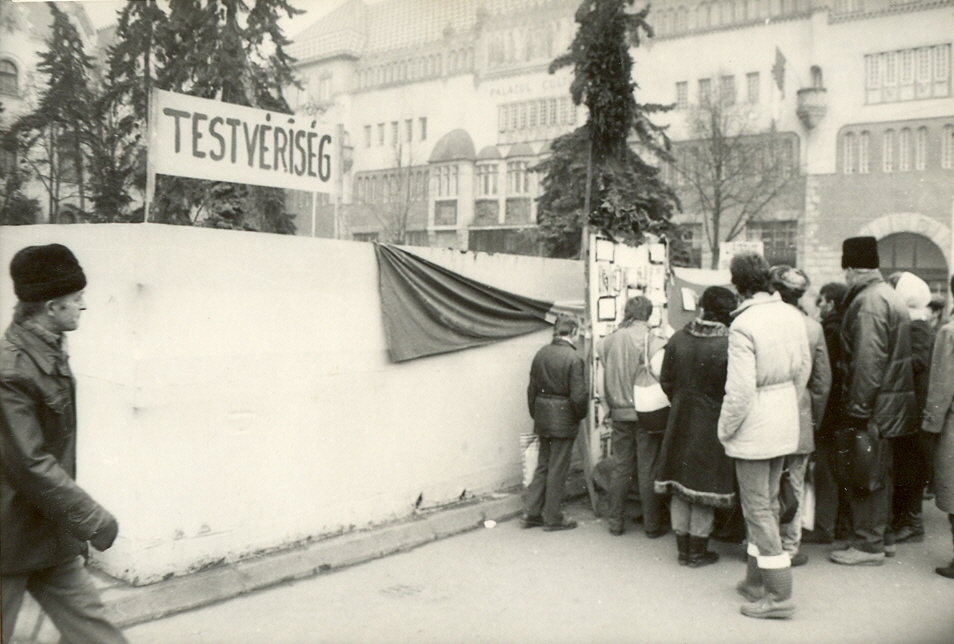
Centrul orașului în 17 decembrie 1989
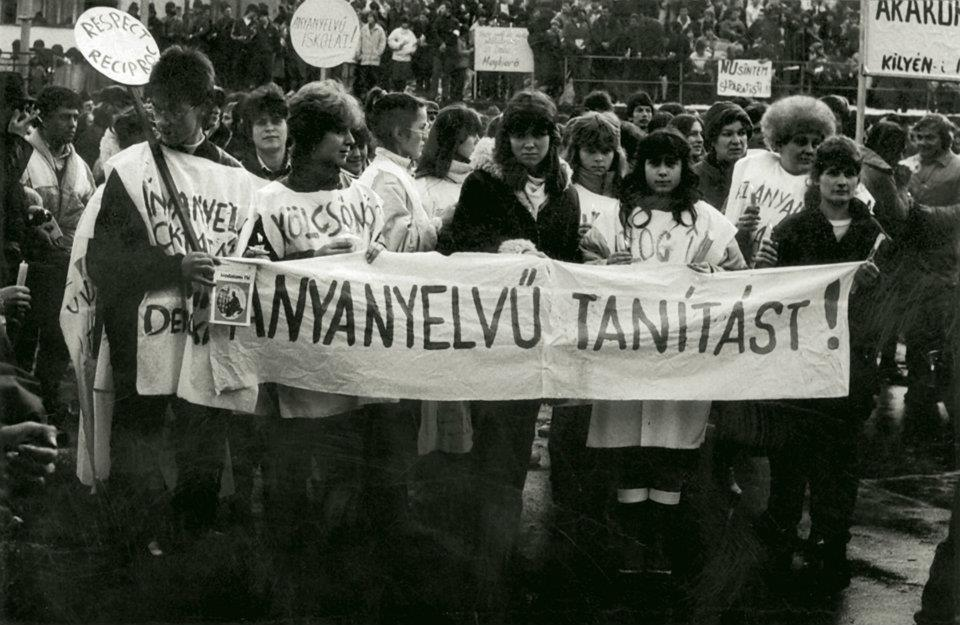
Tineri cerând dreptul de a învăța în limba maternă la manifestația din 20 martie 1990